# Dronte de Rodrigues
Pezophaps solitaria
Genre
Espèce
Statut de conservation UICN

 EX  : Éteint
Le Dronte de Rodrigues ou Solitaire de Rodrigues (Pezophaps solitaria), est une espèce éteinte d'oiseaux de la famille des Columbidae, qui vivait autrefois sur l'île Rodrigues.

Ses ailes atrophiées ne lui permettaient pas de voler. Il nichait au sol et ne pondait qu'un seul œuf par nichée. C'est une espèce assez proche du Dodo et du Nicobar à camail.
Découvert en 1601 par des navigateurs Néerlandais, le solitaire a été totalement anéanti en moins de deux siècles, vers les années 1760. Incapable de voler, il a été chassé pour servir de nourriture aux marins et aux colons, puis a souffert de la déforestation et de l’introduction de chats et de cochons, qui se nourrissaient de ses œufs et de ses petits.

## Taxonomie

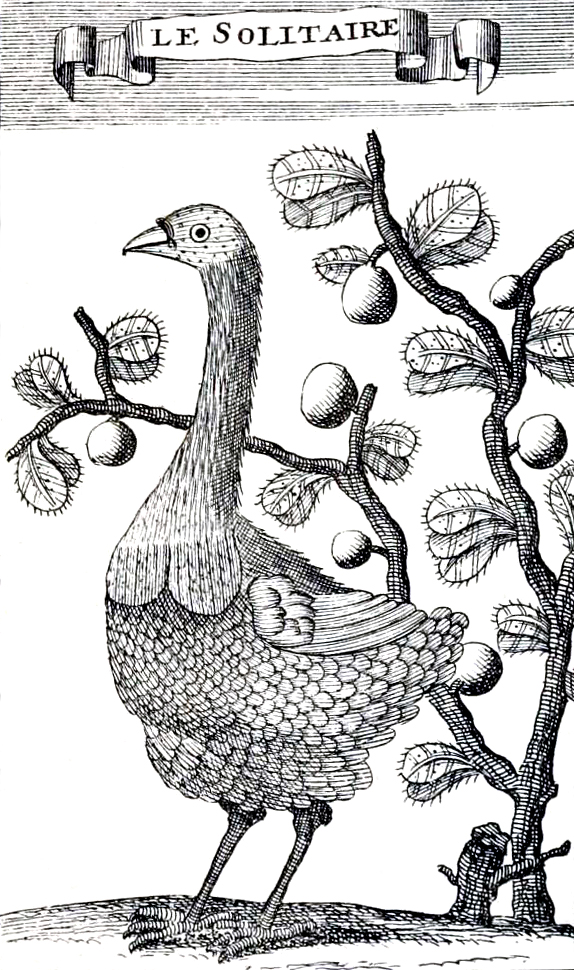
Dessin de 1708 de François Leguat, seule illustration connue de cette espèce par quelqu’un qui l’a observée vivante.

La première personne à appeler l’oiseau solitaire était l’explorateur français François Leguat, lors de son séjour de 1691 à 1693, faisant allusion aux habitudes solitaires de l’animal (C'est Alfred North-Coombes, « an Honorary Professor of Agriculture by the University of Mauritius » qui a le mieux pris sa défense dans son livre The vindication of François Leguat, 3e édition 1995. Il y démontre clairement la justesse des descriptions de François Leguat). On pense qu’il a emprunté son nom à un récit de 1689 du marquis Henri Duquesne, son mécène, qui a utilisé ce terme pour désigner l’ibis des terres de la Réunion. L’oiseau a été décrit pour la première fois scientifiquement en 1789 comme une sorte de dodo, et a été nommé Didus solitarius, sur la base de la description de Leguat par le naturaliste allemand Johann Friedrich Gmelin dans la treizième édition de "Systema Naturae". En 1786, des ossements subfossiles de solitaires de Rodrigues incrustés de stalagmites ont été découverts dans une grotte et envoyés au naturaliste français Georges Cuvier vers 1830. Pour des raisons inconnues, il a affirmé qu’ils avaient été récemment trouvés à Maurice, ce qui a semé la confusion, jusqu’à ce qu’ils soient comparés à d’autres os de Rodrigues appartenant à la même espèce.
En 1848, les naturalistes anglais Hugh Strickland et Alexander Melville ont suggéré l’idée d’un ancêtre commun du solitaire de Rodrigues et du dodo. Ils ont disséqué le seul spécimen connu de dodo qui avait encore des tissus mous et l’ont comparé avec les quelques restes de solitaires de Rodrigues alors disponibles. Strickland a déclaré que bien qu’ils ne soient pas identiques, ces oiseaux partageaient de nombreuses caractéristiques distinctives dans les os des pattes auparavant connus uniquement chez les pigeons. Le fait que le solitaire ne ponde qu’un seul œuf, se nourrisse de fruits, soit monogame et prenne soin de ses petits soutient également l’idée de cette parenté. Le chercheur a en outre reconnu sa distinction générique et a nommé le nouveau genre Pezophaps, du grec ancien « pezos » (πεξος, « piéton ») et « phaps » (φάψ, « pigeon »). Les différences entre les sexes étaient si grandes que Strickland pensait que le mâle et la femelle appartenaient à des espèces distinctes, nommant la plus petite femelle Pezophaps minor.
D’autres subfossiles ont été découverts dans les années 1860, mais les restes les plus complets restent ceux trouvés lors du transit de Vénus en 1874, lorsqu’une station d’observation astronomique a été attribuée à l’île. Beaucoup de ces fouilles ont été demandées par les frères anglais Alfred et Edward Newton, qui ont utilisé le matériel collecté pour décrire en détail l’ostéologie de l’oiseau. Des milliers d’os ont été récupérés, ce qui a permis d’assembler des squelettes complets à partir de ce qui restait de plusieurs spécimens. L’étude des caractéristiques squelettiques par les frères Newton a indiqué que le solitaire était morphologiquement intermédiaire entre le dodo et les pigeons communs, mais qu’il différait d’eux par sa protubérance carpienne, unique parmi ces oiseaux.

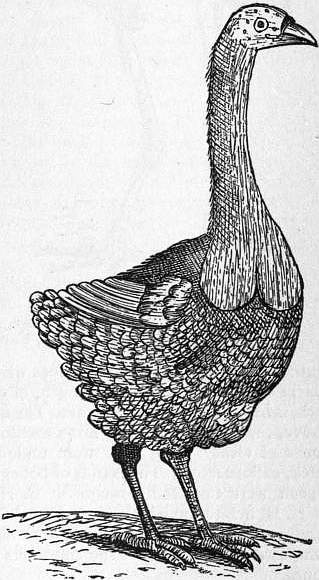
Illustration issue de l'ouvrage de 1891,
Le voyage de François Leguat de Bresse,
à Rodrigues, Maurice, Java,
et le cap de bonne espérance

Certains scientifiques pensaient que l’île de la Réunion abritait non seulement le « dodo blanc » mais aussi un oiseau blanc semblable au solitaire de Rodrigues. Aujourd’hui, on pense que ces hypothèses ne sont rien d’autre que des interprétations erronées d’anciens récits sur les ibis terrestres réunionnais. Une description atypique du XVIIe siècle d’un supposé dodo et d’ossements trouvés sur l’île Rodrigues, maintenant connue pour appartenir au solitaire Rodrigues, a conduit le taxidermiste britannique Abraham Dee Bartlett à nommer une nouvelle espèce, Didus nazarenus, un terme qui est maintenant un synonyme du solitaire de Rodrigues.
Il a été suggéré que le squelette de cette espèce est le mieux décrit après celui des humains. Malgré toutes les preuves, certains érudits ont par la suite douté des récits de Leguat et de l’existence même du solitaire Rodrigues. En 1921, le linguiste américain Geoffroy Atkinson a affirmé que les mémoires du voyageur français n’étaient qu’un roman et que l’homme n’aurait peut-être jamais existé. En 1955, l’écologiste George Evelyn Hutchinson a déclaré qu’il doutait des aspects de la biologie des oiseaux mentionnés par Leguat. Aujourd’hui, les mémoires de Leguat sont largement acceptées comme des observations crédibles du solitaire dans la vie.
Pendant longtemps, le dodo et le solitaire Rodrigues ont été catalogués dans une famille à part, les Raphidae (anciennement Dididae), car la relation avec les autres pigeons n’était pas suffisamment claire. Plus tard, chacun a été classé dans sa propre famille monotypique (Raphidae et Pezophapidae, respectivement), car on pensait qu’ils avaient développé leurs traits similaires indépendamment. Récemment, des informations ostéologiques et moléculaires ont conduit à la dissolution de la famille des Raphidae, et le dodo et le solitaire de Rodrigues sont maintenant attribués à une seule sous-famille, Raphinae, au sein de la famille des Columbidae, qui comprend les pigeons modernes.

### Evolution

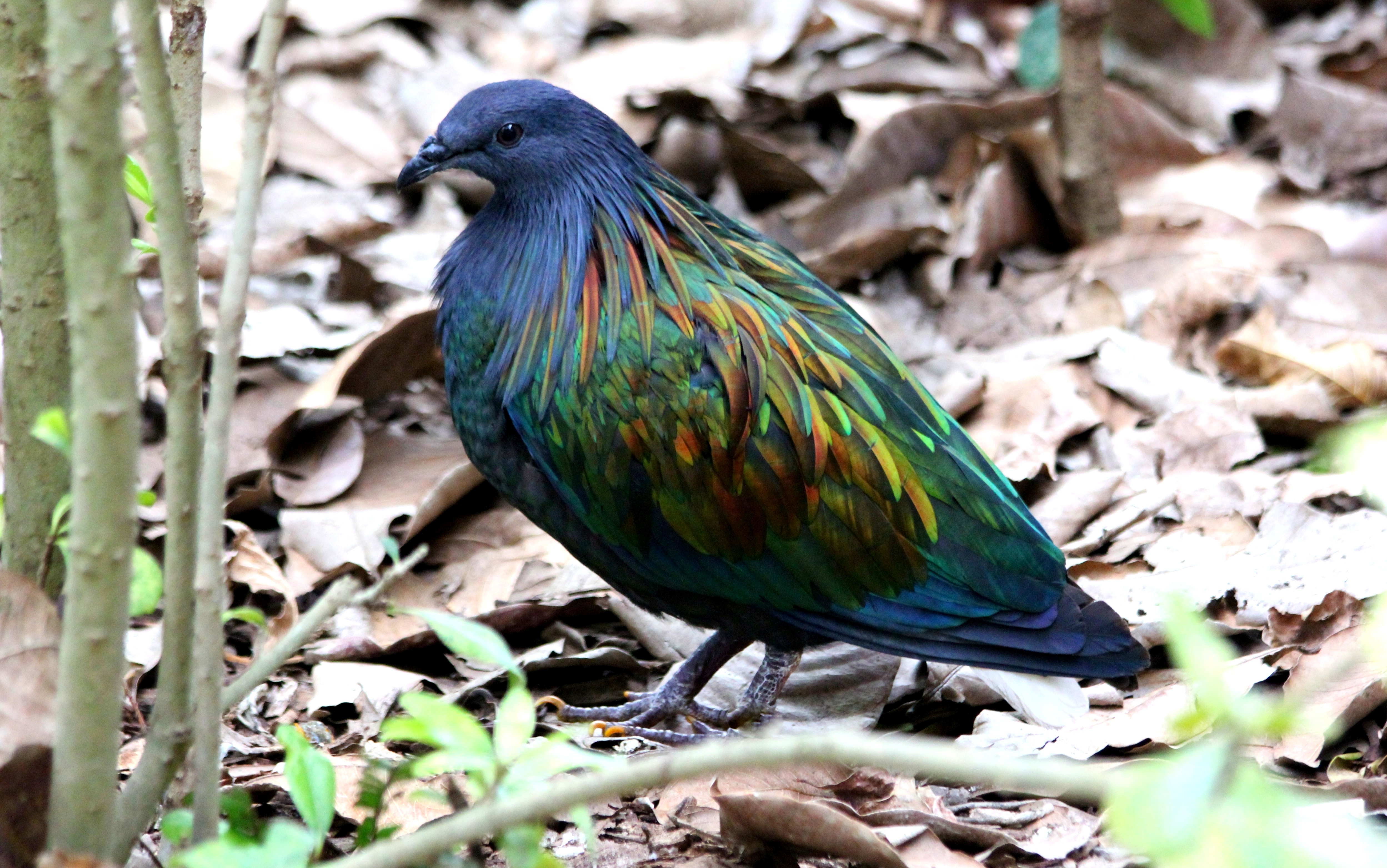
Le pigeon de Nicobar est le plus proche cousin vivant du solitaire.

|  | Caloenas nicobarica (Pigeon de Nicobar)                                                                   |
|  | |
|  | \| \| Pezophaps solitaria (solitaire de Rodrigues) \| \| \| \| \| \| Raphus cucullatus (Dodo) \| \| \| \| |
|  | |
|  | Pezophaps solitaria (solitaire de Rodrigues)                                                              |
|  | |
|  | Raphus cucullatus (Dodo)                                                                                  |
|  | |

|  | Pezophaps solitaria (solitaire de Rodrigues) |
|  |                                              |
|  | Raphus cucullatus (Dodo)                     |
|  |                                              |

|  | Caloenas nicobarica (Pigeon de Nicobar)                                                                   |
|  | |
|  | \| \| Pezophaps solitaria (solitaire de Rodrigues) \| \| \| \| \| \| Raphus cucullatus (Dodo) \| \| \| \| |
|  | |
|  | Pezophaps solitaria (solitaire de Rodrigues)                                                              |
|  | |
|  | Raphus cucullatus (Dodo)                                                                                  |
|  | |

|  | Pezophaps solitaria (solitaire de Rodrigues) |
|  |                                              |
|  | Raphus cucullatus (Dodo)                     |
|  |                                              |

|  | Caloenas nicobarica (Pigeon de Nicobar)                                                                   |
|  | |
|  | \| \| Pezophaps solitaria (solitaire de Rodrigues) \| \| \| \| \| \| Raphus cucullatus (Dodo) \| \| \| \| |
|  | |
|  | Pezophaps solitaria (solitaire de Rodrigues)                                                              |
|  | |
|  | Raphus cucullatus (Dodo)                                                                                  |
|  | |

|  | Pezophaps solitaria (solitaire de Rodrigues) |
|  |                                              |
|  | Raphus cucullatus (Dodo)                     |
|  |                                              |

|  | Caloenas nicobarica (Pigeon de Nicobar)                                                                   |
|  | |
|  | \| \| Pezophaps solitaria (solitaire de Rodrigues) \| \| \| \| \| \| Raphus cucullatus (Dodo) \| \| \| \| |
|  | |
|  | Pezophaps solitaria (solitaire de Rodrigues)                                                              |
|  | |
|  | Raphus cucullatus (Dodo)                                                                                  |
|  | |

|  | Pezophaps solitaria (solitaire de Rodrigues) |
|  |                                              |
|  | Raphus cucullatus (Dodo)                     |
|  |                                              |

|  | Caloenas nicobarica (Pigeon de Nicobar)                                                                   |
|  | |
|  | \| \| Pezophaps solitaria (solitaire de Rodrigues) \| \| \| \| \| \| Raphus cucullatus (Dodo) \| \| \| \| |
|  | |
|  | Pezophaps solitaria (solitaire de Rodrigues)                                                              |
|  | |
|  | Raphus cucullatus (Dodo)                                                                                  |
|  | |

|  | Pezophaps solitaria (solitaire de Rodrigues) |
|  |                                              |
|  | Raphus cucullatus (Dodo)                     |
|  |                                              |

|  | Caloenas nicobarica (Pigeon de Nicobar)                                                                   |
|  | |
|  | \| \| Pezophaps solitaria (solitaire de Rodrigues) \| \| \| \| \| \| Raphus cucullatus (Dodo) \| \| \| \| |
|  | |
|  | Pezophaps solitaria (solitaire de Rodrigues)                                                              |
|  | |
|  | Raphus cucullatus (Dodo)                                                                                  |
|  | |

|  | Pezophaps solitaria (solitaire de Rodrigues) |
|  |                                              |
|  | Raphus cucullatus (Dodo)                     |
|  |                                              |

|  | Caloenas nicobarica (Pigeon de Nicobar)                                                                   |
|  | |
|  | \| \| Pezophaps solitaria (solitaire de Rodrigues) \| \| \| \| \| \| Raphus cucullatus (Dodo) \| \| \| \| |
|  | |
|  | Pezophaps solitaria (solitaire de Rodrigues)                                                              |
|  | |
|  | Raphus cucullatus (Dodo)                                                                                  |
|  | |

|  | Pezophaps solitaria (solitaire de Rodrigues) |
|  |                                              |
|  | Raphus cucullatus (Dodo)                     |
|  |                                              |

|  | Caloenas nicobarica (Pigeon de Nicobar)                                                                   |
|  | |
|  | \| \| Pezophaps solitaria (solitaire de Rodrigues) \| \| \| \| \| \| Raphus cucullatus (Dodo) \| \| \| \| |
|  | |
|  | Pezophaps solitaria (solitaire de Rodrigues)                                                              |
|  | |
|  | Raphus cucullatus (Dodo)                                                                                  |
|  | |

|  | Pezophaps solitaria (solitaire de Rodrigues) |
|  |                                              |
|  | Raphus cucullatus (Dodo)                     |
|  |                                              |

|  | Caloenas nicobarica (Pigeon de Nicobar)                                                                   |
|  | |
|  | \| \| Pezophaps solitaria (solitaire de Rodrigues) \| \| \| \| \| \| Raphus cucullatus (Dodo) \| \| \| \| |
|  | |
|  | Pezophaps solitaria (solitaire de Rodrigues)                                                              |
|  | |
|  | Raphus cucullatus (Dodo)                                                                                  |
|  | |

|  | Pezophaps solitaria (solitaire de Rodrigues) |
|  |                                              |
|  | Raphus cucullatus (Dodo)                     |
|  |                                              |

|  | Caloenas nicobarica (Pigeon de Nicobar)                                                                   |
|  | |
|  | \| \| Pezophaps solitaria (solitaire de Rodrigues) \| \| \| \| \| \| Raphus cucullatus (Dodo) \| \| \| \| |
|  | |
|  | Pezophaps solitaria (solitaire de Rodrigues)                                                              |
|  | |
|  | Raphus cucullatus (Dodo)                                                                                  |
|  | |

|  | Pezophaps solitaria (solitaire de Rodrigues) |
|  |                                              |
|  | Raphus cucullatus (Dodo)                     |
|  |                                              |

|  | Caloenas nicobarica (Pigeon de Nicobar)                                                                   |
|  | |
|  | \| \| Pezophaps solitaria (solitaire de Rodrigues) \| \| \| \| \| \| Raphus cucullatus (Dodo) \| \| \| \| |
|  | |
|  | Pezophaps solitaria (solitaire de Rodrigues)                                                              |
|  | |
|  | Raphus cucullatus (Dodo)                                                                                  |
|  | |

|  | Pezophaps solitaria (solitaire de Rodrigues) |
|  |                                              |
|  | Raphus cucullatus (Dodo)                     |
|  |                                              |

|  | Caloenas nicobarica (Pigeon de Nicobar)                                                                   |
|  | |
|  | \| \| Pezophaps solitaria (solitaire de Rodrigues) \| \| \| \| \| \| Raphus cucullatus (Dodo) \| \| \| \| |
|  | |
|  | Pezophaps solitaria (solitaire de Rodrigues)                                                              |
|  | |
|  | Raphus cucullatus (Dodo)                                                                                  |
|  | |

|  | Pezophaps solitaria (solitaire de Rodrigues) |
|  |                                              |
|  | Raphus cucullatus (Dodo)                     |
|  |                                              |

|  | Caloenas nicobarica (Pigeon de Nicobar)                                                                   |
|  | |
|  | \| \| Pezophaps solitaria (solitaire de Rodrigues) \| \| \| \| \| \| Raphus cucullatus (Dodo) \| \| \| \| |
|  | |
|  | Pezophaps solitaria (solitaire de Rodrigues)                                                              |
|  | |
|  | Raphus cucullatus (Dodo)                                                                                  |
|  | |

|  | Pezophaps solitaria (solitaire de Rodrigues) |
|  |                                              |
|  | Raphus cucullatus (Dodo)                     |
|  |                                              |

|  | Caloenas nicobarica (Pigeon de Nicobar)                                                                   |
|  | |
|  | \| \| Pezophaps solitaria (solitaire de Rodrigues) \| \| \| \| \| \| Raphus cucullatus (Dodo) \| \| \| \| |
|  | |
|  | Pezophaps solitaria (solitaire de Rodrigues)                                                              |
|  | |
|  | Raphus cucullatus (Dodo)                                                                                  |
|  | |

|  | Pezophaps solitaria (solitaire de Rodrigues) |
|  |                                              |
|  | Raphus cucullatus (Dodo)                     |
|  |                                              |

|  | Caloenas nicobarica (Pigeon de Nicobar)                                                                   |
|  | |
|  | \| \| Pezophaps solitaria (solitaire de Rodrigues) \| \| \| \| \| \| Raphus cucullatus (Dodo) \| \| \| \| |
|  | |
|  | Pezophaps solitaria (solitaire de Rodrigues)                                                              |
|  | |
|  | Raphus cucullatus (Dodo)                                                                                  |
|  | |

|  | Pezophaps solitaria (solitaire de Rodrigues) |
|  |                                              |
|  | Raphus cucullatus (Dodo)                     |
|  |                                              |

|  | Caloenas nicobarica (Pigeon de Nicobar)                                                                   |
|  | |
|  | \| \| Pezophaps solitaria (solitaire de Rodrigues) \| \| \| \| \| \| Raphus cucullatus (Dodo) \| \| \| \| |
|  | |
|  | Pezophaps solitaria (solitaire de Rodrigues)                                                              |
|  | |
|  | Raphus cucullatus (Dodo)                                                                                  |
|  | |

|  | Pezophaps solitaria (solitaire de Rodrigues) |
|  |                                              |
|  | Raphus cucullatus (Dodo)                     |
|  |                                              |

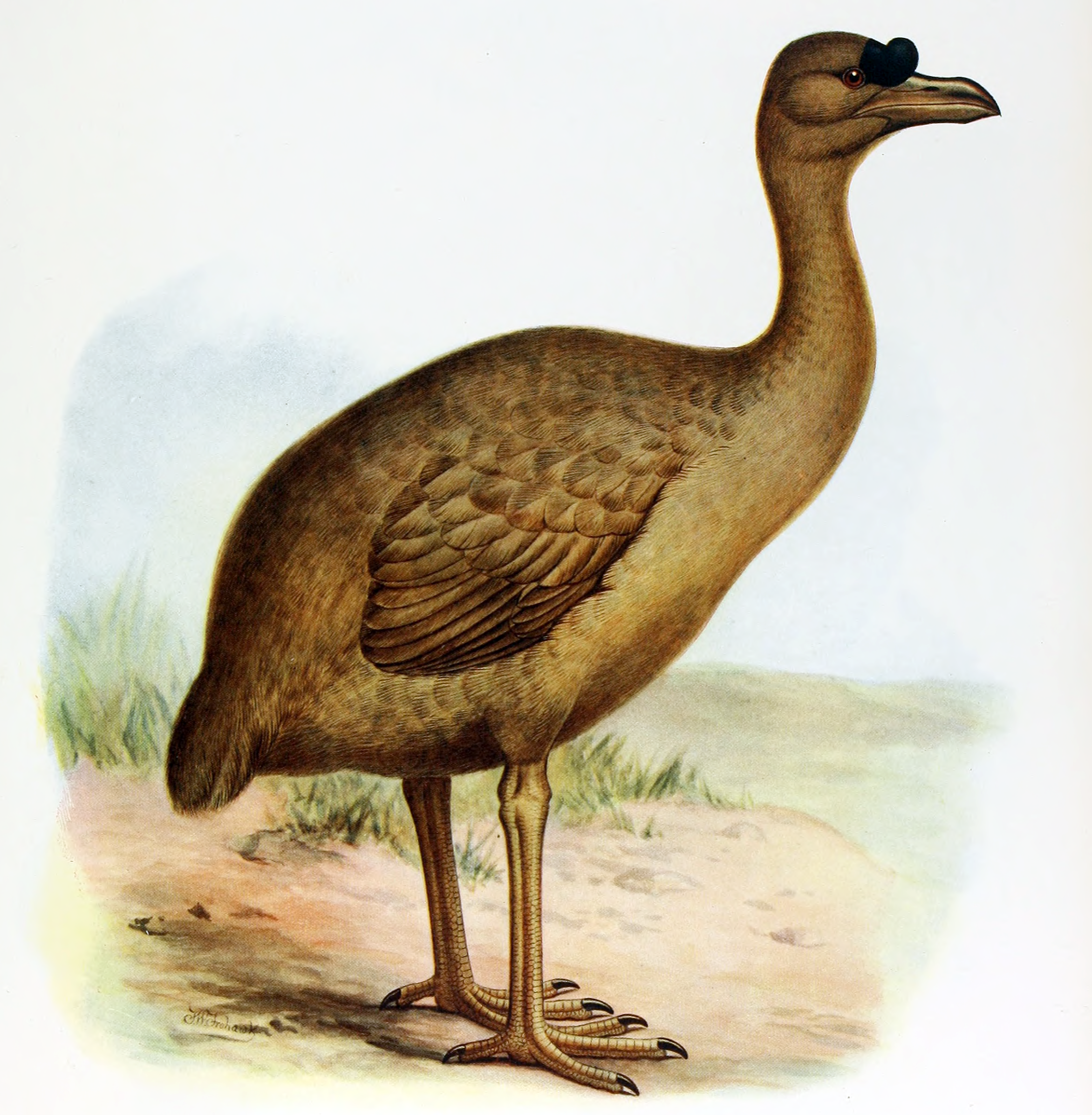
L’oiseau avait une protubérance noire derrière la base de son bec. Dessin de Frederick William Frohawk, 1907.

En 2002, la généticienne américaine Beth Shapiro et ses collègues ont analysé pour la première fois l’ADN du dodo et du solitaire Rodrigues. La comparaison des séquences d’ARNr mitochondriaux du cytochrome b et 12S, isolées d’un dodo tarse et d’un fémur d’un solitaire de Rodrigues, a confirmé la relation étroite entre ces deux oiseaux, ainsi que leur classification au sein de la famille des Columbidae. L’interprétation de ces preuves génétiques a montré que leur plus proche « cousin » vivant est le pigeon Nicobar, qui habite l’Asie du Sud-Est, suivi des gouras de Nouvelle-Guinée et du Didunculus strigirostris, un oiseau endémique des Samoa qui ressemble vaguement au dodo. Ce clade regroupe des espèces de pigeons endémiques des îles, généralement de port terrestre. Le cladogramme suivant, formulé par Shapiro et al. en 2002, montre les relations du dodo avec ses parents au sein de la famille des Columbidae
Un cladogramme similaire, publié en 2007, inverse les emplacements de la calebasse et du Didunculus, et inclut Otidiphaps nobilis et Trugon terrestris à la base du clade. En étudiant les preuves comportementales et morphologiques, Jolyon C. Parish a proposé que le dodo et le solitaire de Rodrigues soient placés dans la sous-famille des Gourinae avec les colombes, les gouras et d’autres espèces, conformément aux données génétiques. En 2014, l’analyse de l’ADN du seul spécimen restant de Caloenas maculata a montré qu’il s’agit d’un proche parent du pigeon Nicobar et, en tant que tel, d’un « cousin » du dodo et du solitaire de Rodrigues.
Une étude de 2002 a indiqué que les ancêtres du dodo et du solitaire divergeaient autour de la frontière Paléogène-Néogène. Les Mascareignes (Maurice, La Réunion et Rodrigues) sont d’origine volcanique et ont moins de 10 millions d’années. Par conséquent, les ancêtres des deux oiseaux sont probablement restés capables de voler pendant une période considérable après la séparation de leurs lignées.
Le pigeon de Nicobar et Caloenas maculata ont été placés à la base d’une lignée qui a évolué en Raphinae, ce qui indique que les oiseaux incapables de voler de ce groupe avaient des ancêtres capables de voler, étaient semi-terrestres et habitaient des îles. Ceci, à son tour, soutient l’hypothèse que les ancêtres de ces oiseaux sont arrivés dans les îles Mascareignes, migrant île par île depuis l’Asie du Sud. L’absence de mammifères herbivores en compétition pour les ressources de ces îles a permis au solitaire et au dodo d’atteindre de très grandes tailles, un phénomène appelé gigantisme insulaire. Le dodo a perdu la capacité de voler en raison du manque de mammifères prédateurs à Maurice. Un autre grand pigeon incapable de voler, Natunaornis gigoura, a été décrit en 2001 à partir de matériel subfossile provenant des Fidji. Il n’était que légèrement plus petit que le dodo et le solitaire, et on pense également qu’il pourrait être apparenté aux pigeons couronnés.

## Description

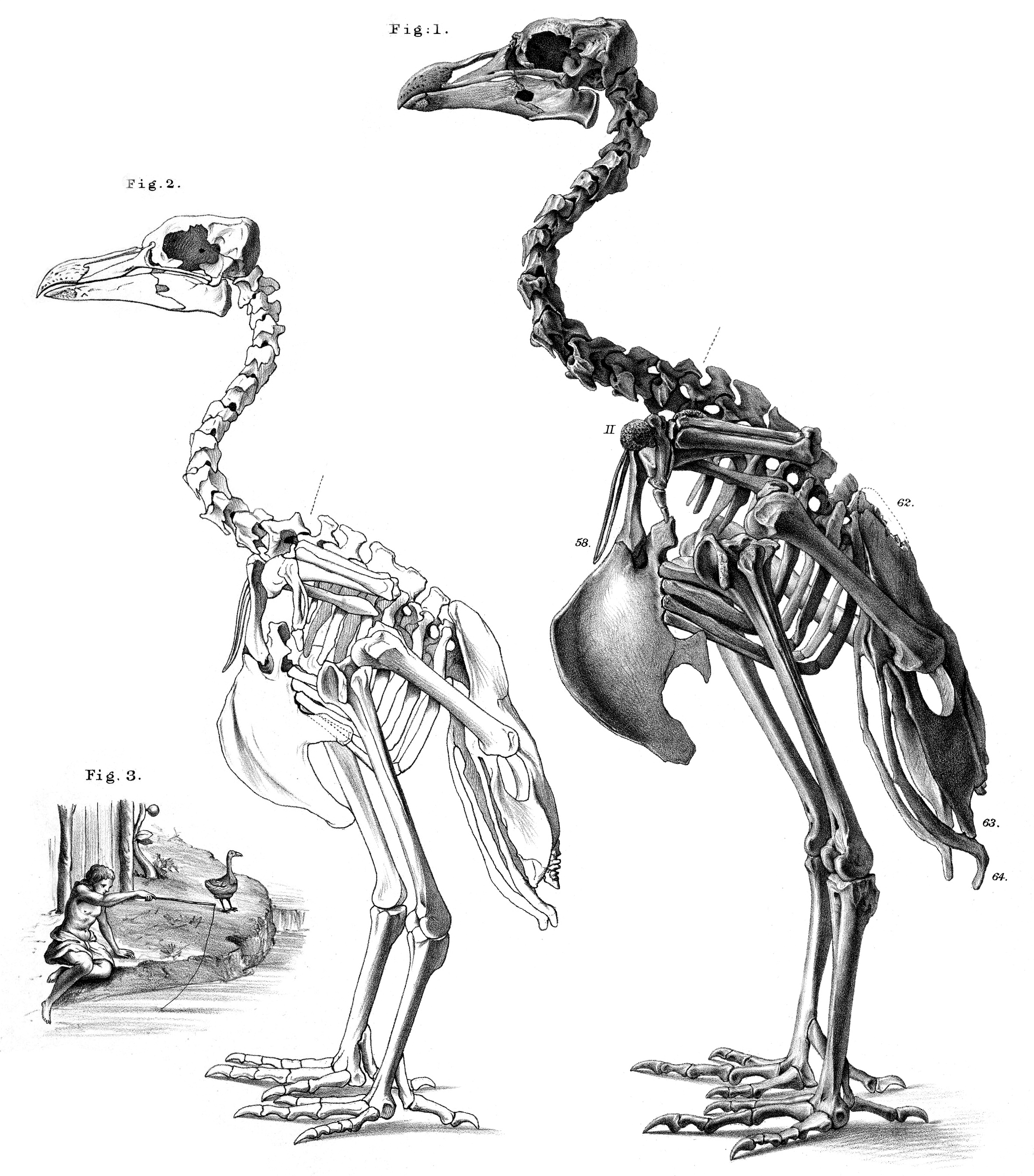
Squelettes mâles et femelles avec des ossements collectés en 1874.

Les solitaires de Rodrigues atteignaient la taille d’un cygne et présentaient un dimorphisme sexuel marqué. Les mâles étaient beaucoup plus grands que les femelles : ils mesuraient jusqu’à 90 cm de long et 28 kg de poids, contrastant avec les 70 cm et 17 kg de leurs partenaires. Son plumage était gris et brun ; la femelle était plus pâle. Ils avaient une bande noire à la base de leur bec légèrement crochu, et leur cou et leurs pattes étaient longs. Ils avaient de grandes protubérances osseuses sur leurs ailes, qui étaient utilisées au combat. Les rapports sur le solitaire semblent indiquer qu’il s’agissait d’un oiseau plutôt territorial, et on suppose que les disputes avec les intrus se faisaient en se frappant les uns les autres avec les ailes. la femelle pondait un seul œuf qui était incubé par le couple. Ils avaient une pierre dans leurs gésiers, « de la taille d’un œuf de poule », qui les aidait à digérer leur nourriture, qui comprenait des fruits et des graines.
Outre le dessin et les descriptions détaillées de François Leguat et les récits de Julien Tafforet, marin abandonné à Rodrigues en 1726, une grande partie des connaissances actuelles sur l’oiseau, et la confirmation même de son existence, ont été obtenues grâce à des découvertes de subfossiles. Découverts à partir de 1786, des milliers d’ossements ont été récupérés, permettant d’assembler des squelettes complets à partir de ce qui restait de plusieurs spécimens. La similitude des caractéristiques osseuses avec les oiseaux de la famille des pigeons et la parenté étroite avec le dodo sont devenues évidentes. L’analyse du matériel a également montré des preuves de la véracité des rapports des colons, tels que les fractures trouvées dans les os des ailes ; preuve qu’ils ont été utilisés au combat. Plus récemment, l’analyse de l’ADN a confirmé la classification taxonomique dans le groupe des pigeons, et a montré que l’espèce vivante la plus proche du solitaire de Rodrigues et du dodo est le pigeon de Nicobar.
Le bec du solitaire Rodrigues était légèrement crochu, son cou et ses pattes longs. Un observateur l’a décrit comme ayant la taille d’un cygne. Le crâne mesurait 17 centimètres de long, aplati au sommet avec les parties antérieures et postérieures surélevées en deux crêtes osseuses structurées avec de l’os spongieux. Une protubérance noire (une description à l’époque la décrivait comme un « front ») existait sur la tête de l’oiseau juste derrière la base du bec. Le plumage du solitaire a été décrit comme gris et brun. Les femelles étaient plus pâles que les mâles et avaient des bosses de couleur claire sur le bas du cou.
La différence de taille due au dimorphisme sexuel chez cette espèce est peut-être la plus grande parmi tous les oiseaux néognathes. Les mâles étaient considérablement plus grands que les femelles, mesurant 90 cm de long et pesant jusqu’à 28 kg, tandis que leurs partenaires mesuraient 70 cm et pesaient 17 kg, ce qui ne représente que 60 % du poids d’un mâle adulte. Le poids du solitaire peut avoir varié considérablement au cours des cycles d’engraissement, c’est-à-dire que les animaux ont pris du poids pendant les saisons les plus douces et ont perdu du poids pendant les saisons chaudes. Les mâles pouvaient réduire leur poids jusqu’à 21 kg et les femelles à 13 kg. Bien que les pigeons mâles soient généralement plus grands que les femelles, il n’y a aucune preuve directe permettant d’affirmer avec certitude que les plus gros individus étaient les mâles de l’espèce. Bien que le mâle soit probablement plus grand, cela ne peut être confirmé que par des techniques de sexage moléculaire, et pas seulement par la morphologie du squelette. 
Les mâles et les femelles avaient une grande protubérance osseuse, formée par exostose (semblable à un cal osseux), située à la base du carpométacarpe de chaque poignet. D’autres os des ailes présentaient parfois des structures similaires. Ce renflement était en forme de chou-fleur, avec deux ou, plus rarement, trois lobes. La structure était environ la moitié de la longueur du métacarpien et était plus grande chez les mâles que chez les femelles. Il a été décrit comme étant de la taille d’une balle de mousquet et le plus grand jamais trouvé mesure 3,29 centimètres de diamètre. La taille des callosités varie d’un spécimen à l’autre, et elles étaient absentes dans 58 % des échantillons examinés dans une étude. On pense que ces spécimens sont des solitaires, jeunes ou sans territoires à défendre. Les carpométacarpes sans callosités des mâles étaient plus petits, en moyenne, que ceux avec la protubérance, mais chez les femelles, la taille variait très peu. Dans la vie, les callosités peuvent avoir été recouvertes d’un tégument cartilagineux ou kératineux dur, ce qui les aurait fait paraître encore plus grosses. Les éperons et les callosités carpiens peuvent également être trouvés chez d’autres oiseaux, vivants et éteints. Au sein de la famille des Columbidae, les pigeons couronnés et le pigeon géant Natunaornis gigoura ont une protubérance sur le carpométacarpe similaire à celle du solitaire de Rodrigues femelle. Il en va de même pour certaines espèces de canards comme la Merganetta armata, le canard dard et celles du genre Tachyeres, ainsi que les anhimidés, la tourterelle antarctique et l’espèce éteinte d’ibis terrestre Xenicibis xympithecus, une espèce d’ibis terrestre qui vivait en Jamaïque.
Le solitaire avait des traits communs avec le dodo, son plus proche parent, tels que la taille et les détails du crâne, du bassin et du sternum. Mais il en était autrement à d’autres égards ; Il était plus grand et plus mince que le dodo et avait un crâne et un bec plus petits, un dôme crânien plus plat et des orbites plus grandes. Son cou et ses pattes étaient proportionnellement plus longs, et le dodo ne possédait pas d’équivalent à la protubérance carpienne du solitaire de Rodrigues. De nombreuses caractéristiques squelettiques de ces deux espèces sont uniques chez les pigeons qui ont évolué pour s’adapter à l’incapacité de voler. Leurs éléments pelviens étaient plus épais que ceux des oiseaux volants (pour supporter un poids plus important), et leur région pectorale et leurs ailes ont subi une pédomorphose (ils se sont sous-développés, conservant des caractéristiques juvéniles à l’âge adulte). Cependant, le crâne, le tronc et les membres pelviens étaient peramourés, c’est-à-dire qu’ils semblaient s’être développés au-delà du degré de maturité de l’oiseau.

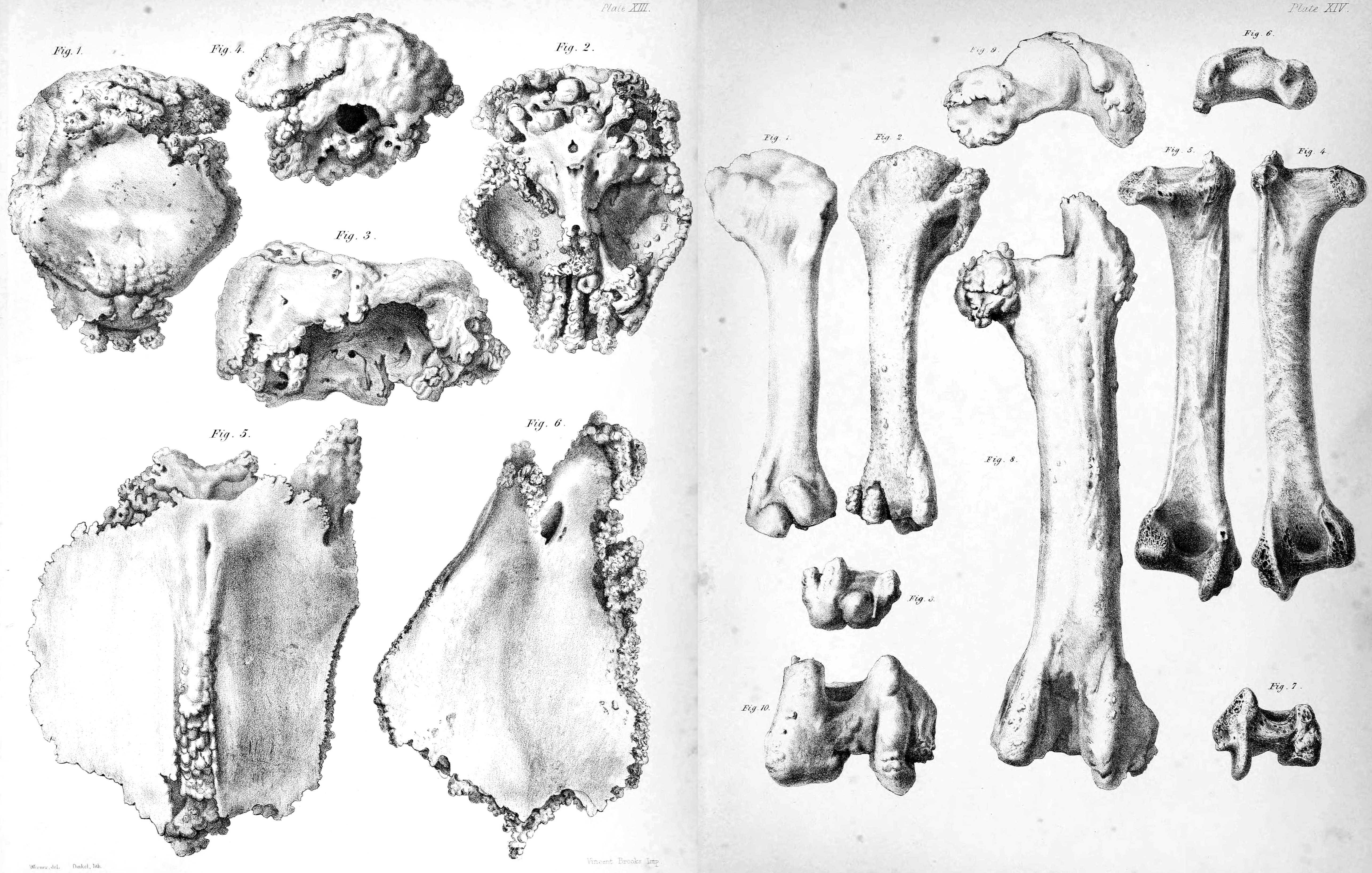
Dessins des premiers restes de l’oiseau (trouvés dans des stalagmites).
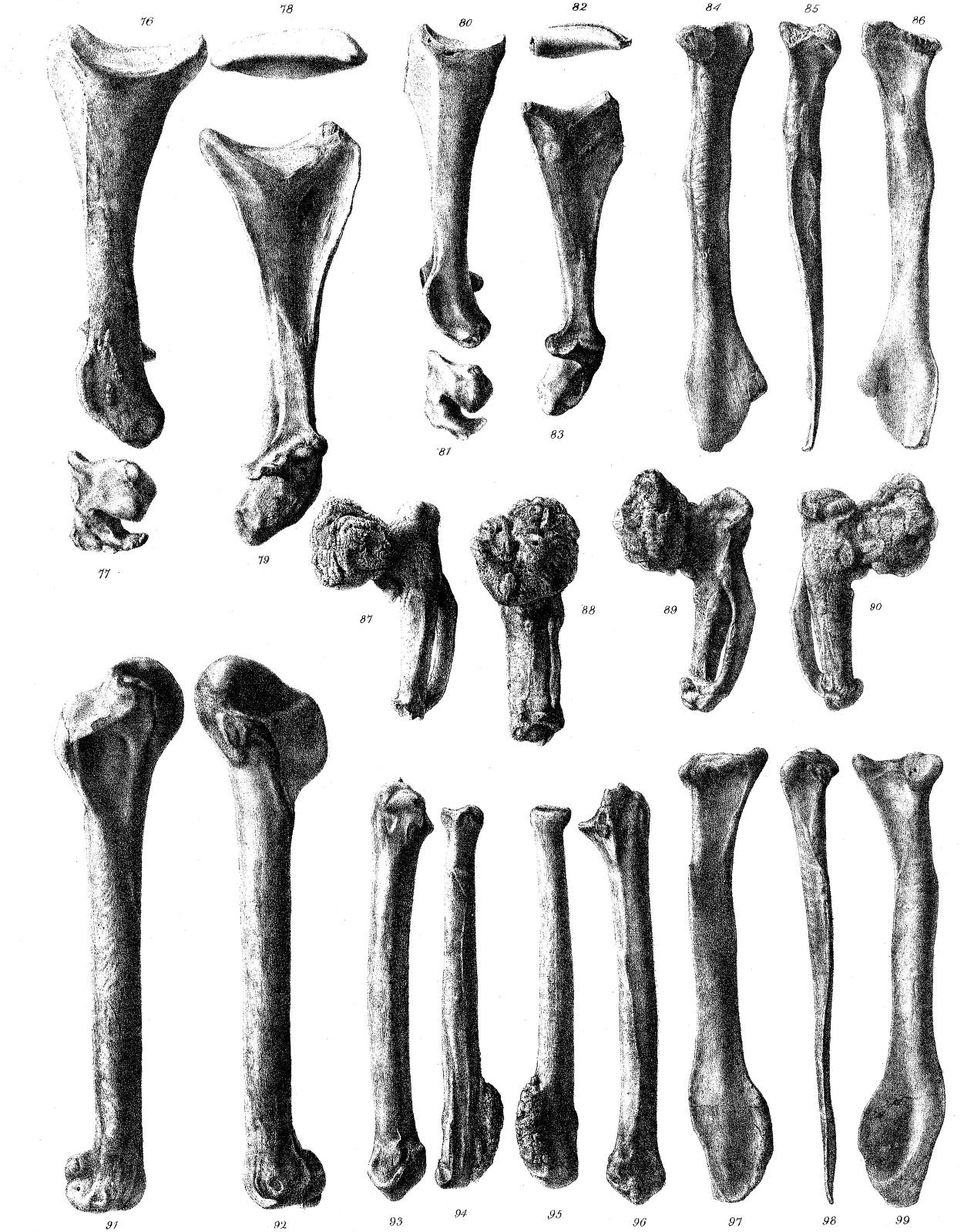
Os des ailes, y compris les protubérances carpiennes (87–90 ; milieu, droite), 1869.
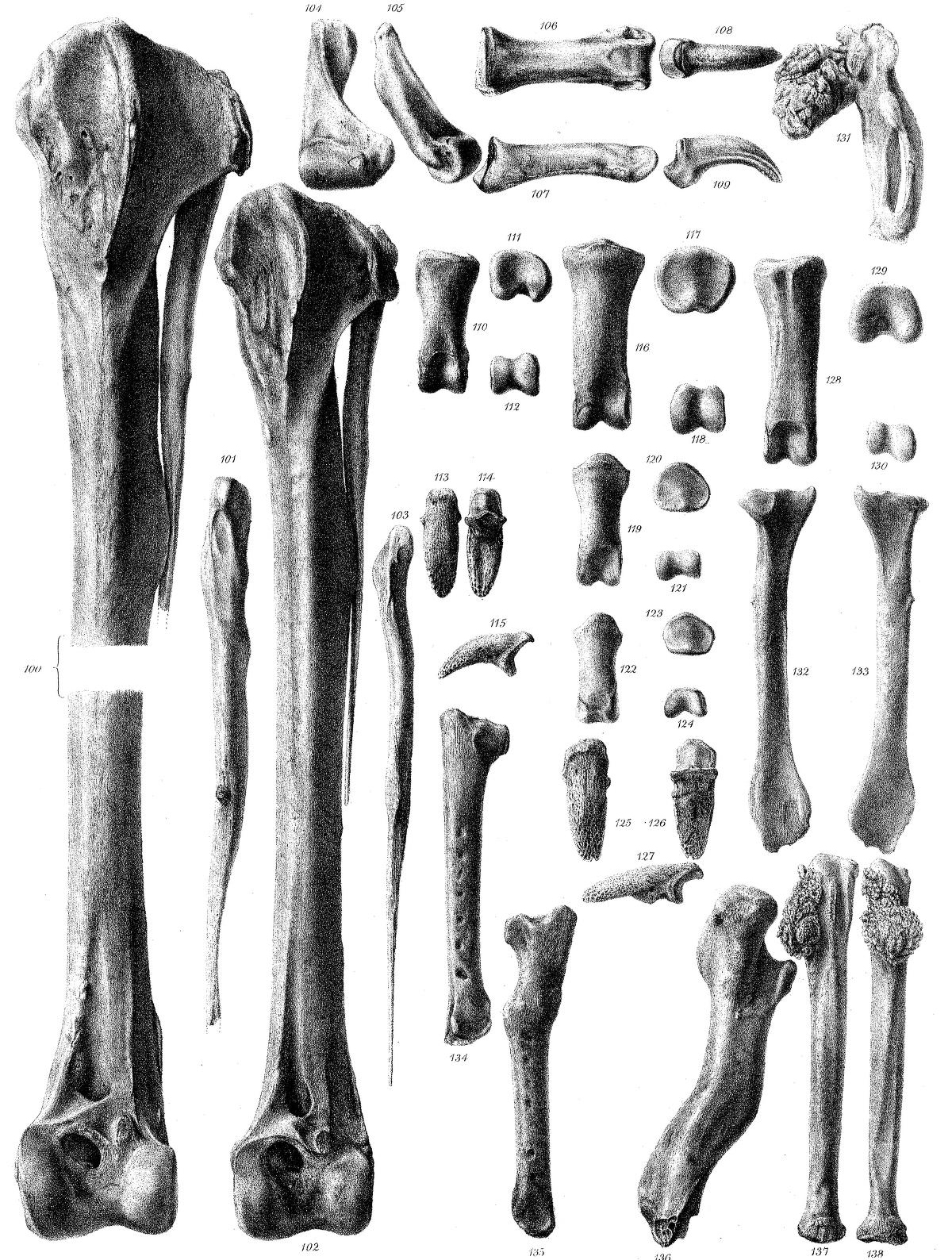
Os des membres, deux avec des fractures cicatrisées (135-136) en bas à droite
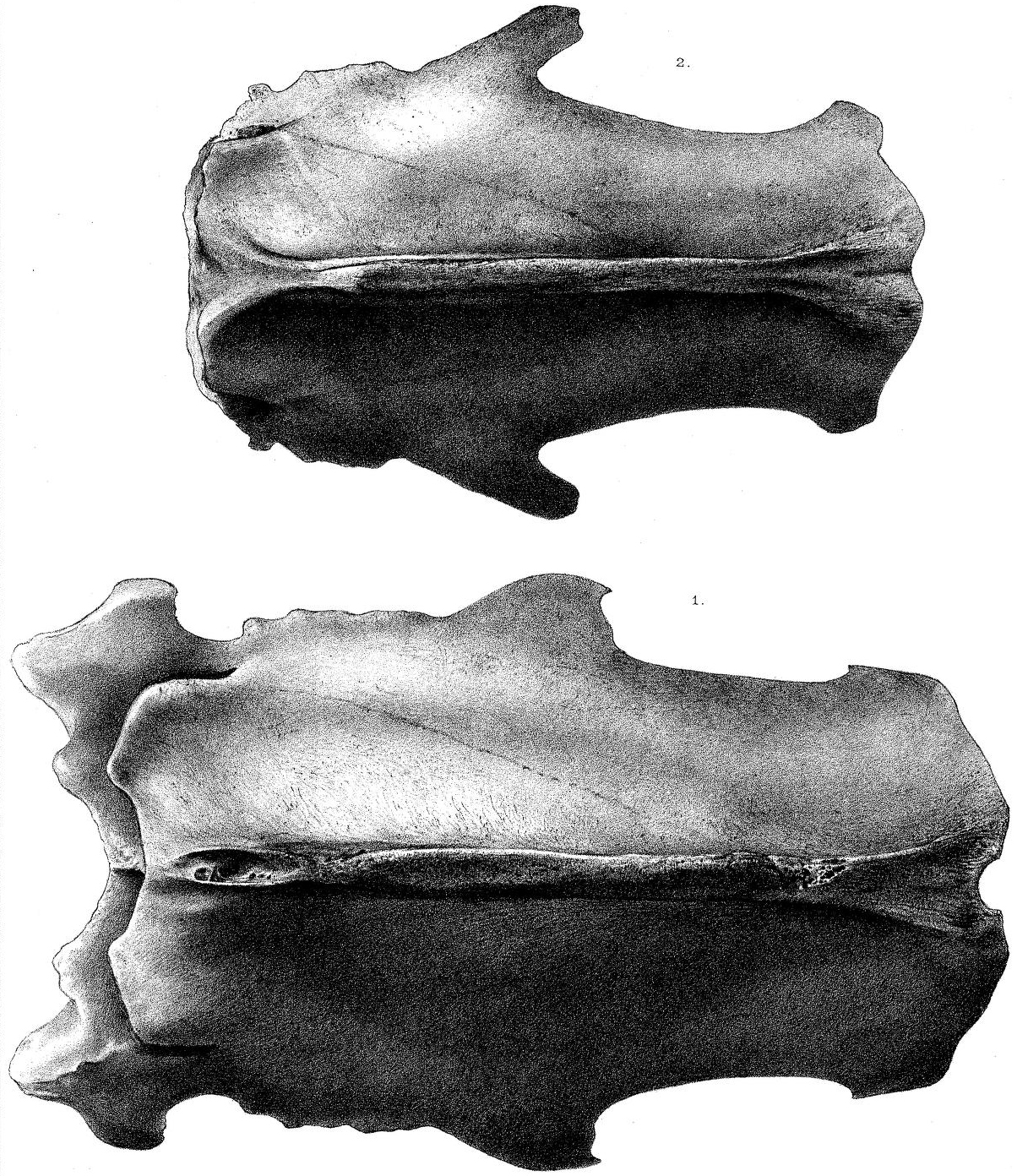
Sternum d’une femelle (en haut) et d'un mâle (en bas)
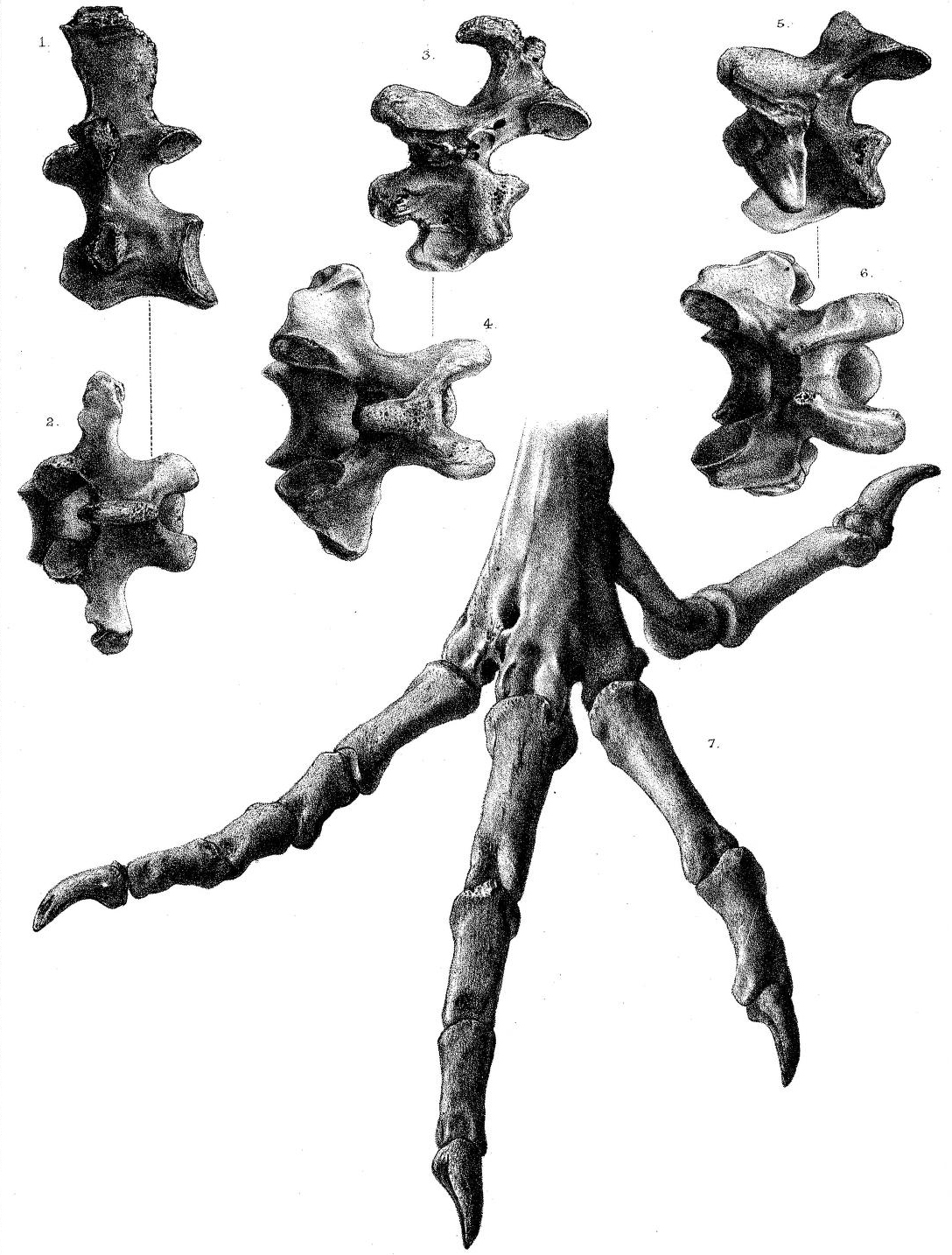
Vertèbres et pied gauche
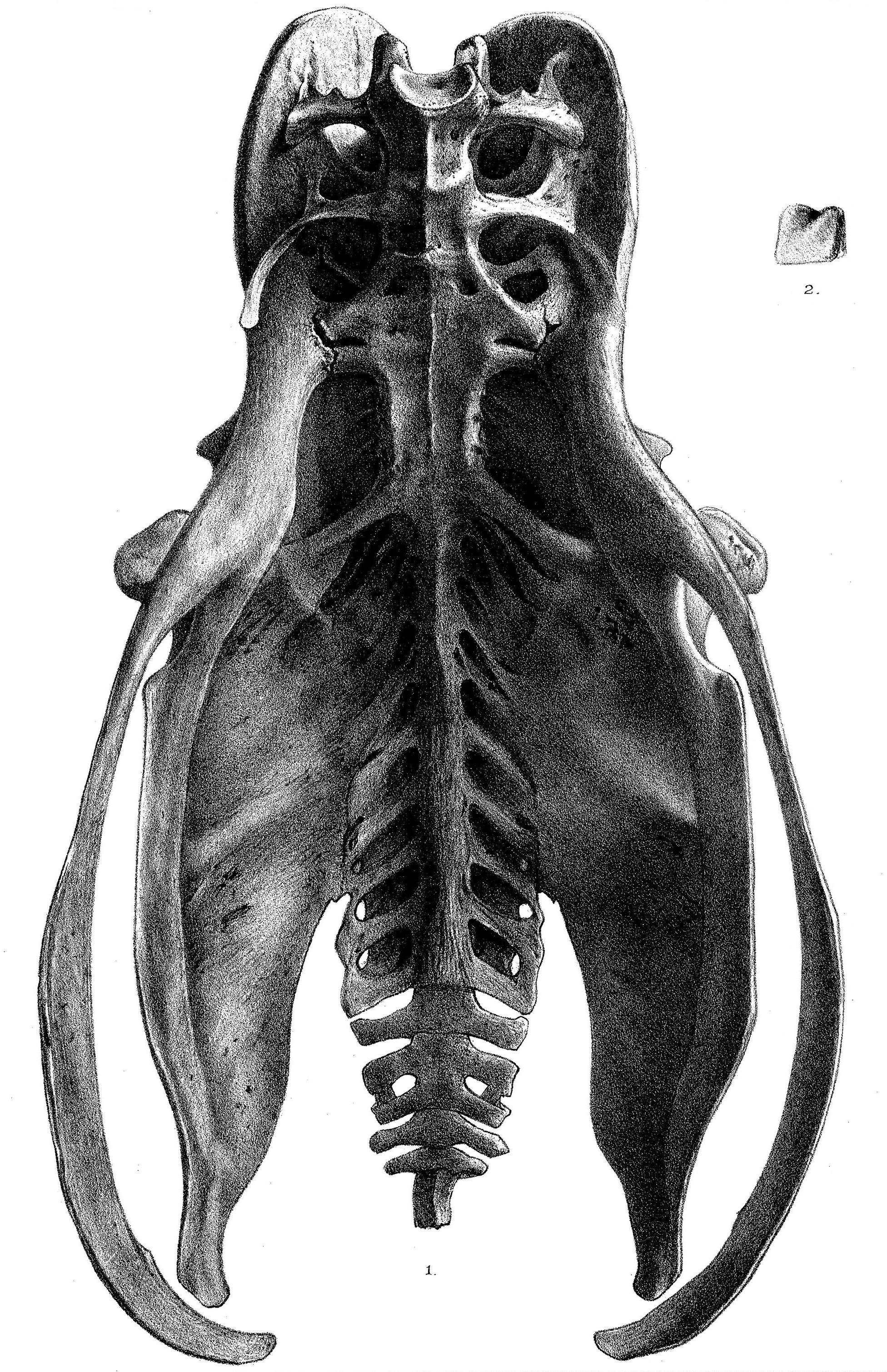
Bassin masculin par le bas et coccyx
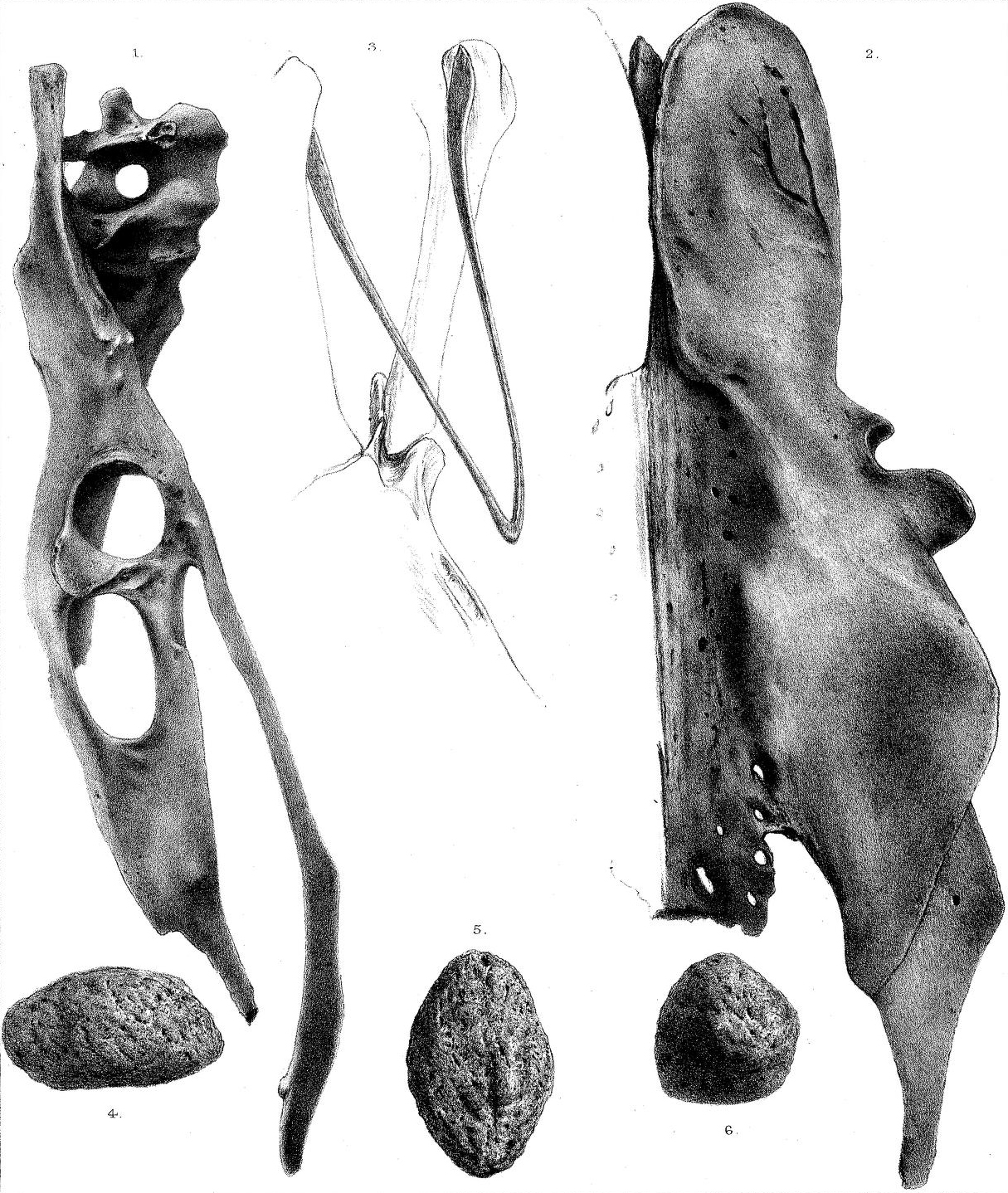
Bassin d’une femelle (1) et d’un mâle (2), furcula (3) et gastrolithe (4–6), 1879.
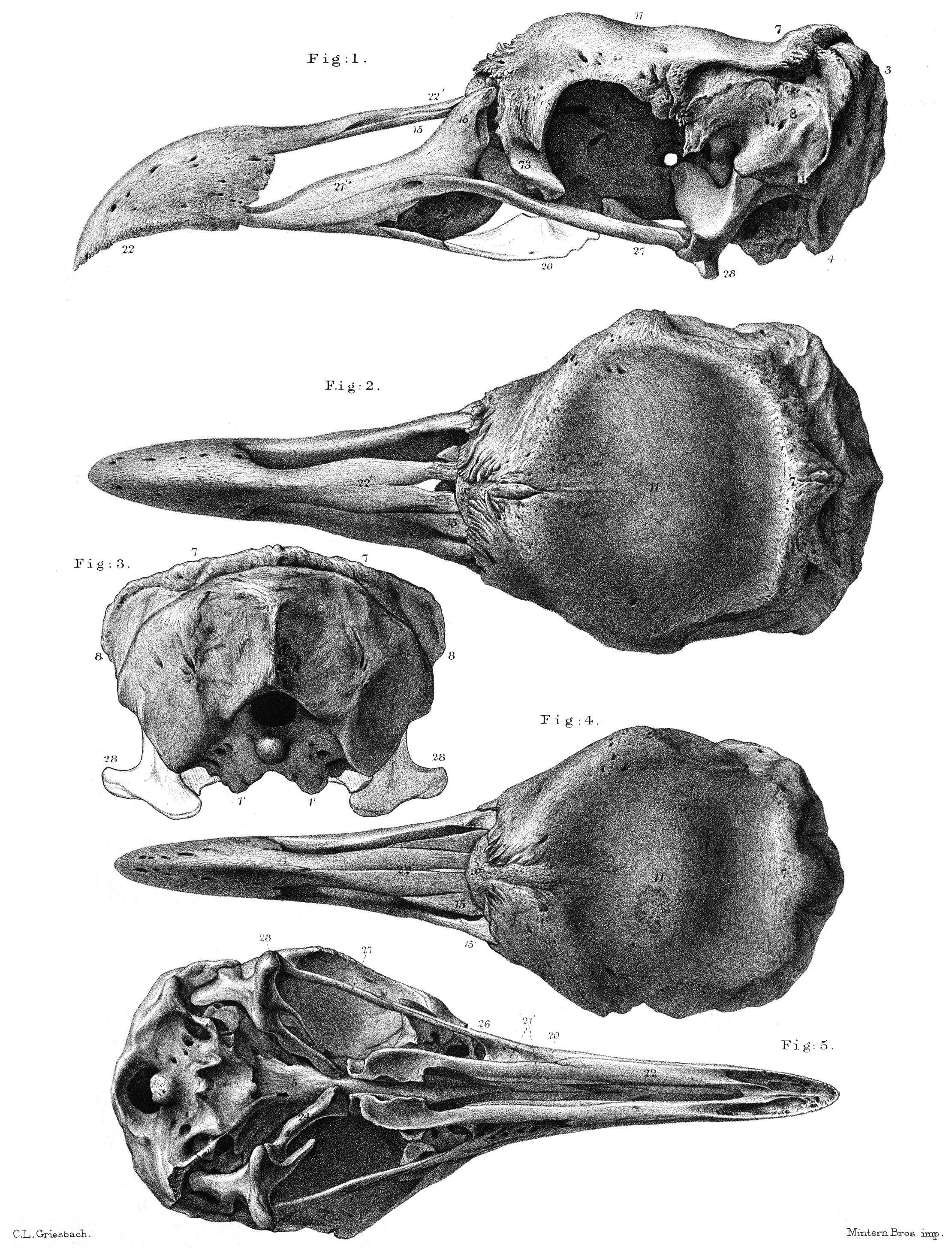
Crânes d’un mâle et d’une femelle en plusieurs vues

### Descriptions contemporaines
Hormis le simple croquis dessiné par François Leguat, l’apparence vivante du solitaire Rodrigues n’est connue que par une poignée de descriptions ; Aucun des tissus mous de l’oiseau n’a survécu jusqu’à aujourd’hui. Leguat a été clairement impressionné par l’animal, lui consacrant trois pages de ses mémoires.Il a décrit son apparence comme suit :
De tous les oiseaux de l’île, le plus remarquable est celui qui porte le nom de solitaire, car on le voit très rarement accompagné, bien qu’il y en ait en abondance. Les plumes des mâles sont de couleur gris brunâtre : les pieds et le bec ressemblent à ceux d’une dinde, mais un peu plus incurvés. Ils n’ont pas de queue en soi, mais leur arrière-train, couvert de plumes, est arrondi, comme la croupe d’un cheval ; Ils sont plus grands que les dindes. Son cou est droit, et proportionnellement un peu plus long que celui d’un dindon lorsqu’il lève la tête. Son œil est noir et vif, et sa tête sans crête. Ils ne volent jamais, leurs ailes sont trop petites pour supporter le poids de leur corps ; ils ne servent qu’à battre et à battre quand ils s’appellent. Ils tourneront environ vingt ou trente fois ensemble du même côté, pendant l’intervalle de quatre ou cinq minutes. Le mouvement de ses ailes fait alors un bruit très semblable à celui d’un hochet ; Et vous pouvez l’entendre à deux cents pas de distance. L’os de son aile s’étend plus loin vers l’extrémité et forme une petite masse arrondie sous les plumes, aussi grosse qu’une balle de mousquet. Lui et son bec sont le principal moyen de défense de cet oiseau. Il est très difficile de l’attraper dans la forêt, mais c’est facile dans les endroits ouverts, car nous courons plus vite qu’eux, et parfois nous nous approchons sans trop de difficulté. De mars à septembre, ils deviennent extrêmement gras et ont un goût admirablement bon, surtout lorsqu’ils sont jeunes, certains mâles pèsent quarante-cinq livres.
Plusieurs des observations de Legut ont été confirmées plus tard par l’étude des restes subfossiles du solitaire de Rodrigues. Les lignes courbes du bassin soutiennent également la rondeur de son dos, qu’il a comparée à la croupe d’un cheval. De plus, il y a une surface striée à la base du bec, qui indique la position de la côte caronculaire, que Leguat avait décrite comme un « bec de veuve ». Avant que des fossiles de la protubérance carpienne ne soient trouvés, Strickland a remarqué que la carène du sternum du solitaire Rodrigues était si bien développée qu’elle indiquait presque qu’elle possédait la capacité de voler ; cependant, comme l’humérus était très court, il en a déduit que cela était lié au récit de Leguat selon lequel l’oiseau utilisait ses ailes pour se défendre.
Leguat a poursuivi avec une description élaborée du solitaire Rodrigues femelle, qui semble également être le sexe représenté dans son illustration de l’oiseau :
Les femelles sont merveilleusement belles, certaines blondes, d’autres brunes ; Je les appelle blonds, parce qu’ils ont la couleur des cheveux blonds. Ils ont une sorte de bec, comme un bec de veuve sur leur bec, qui est de couleur brune. Aucune plume n’est détachée des autres sur tout le corps, ils sont très attentifs à s’embellir, et ils nivellent toutes [les plumes] également avec leur bec. Les plumes de leurs cuisses sont rondes comme des coquilles à l’extrémité, et parce qu’elles sont épaisses, elles donnent un effet agréable. Ils ont deux élévations sur le jabot et les plumes sont plus blanches que sur le reste du corps, ce qui ressemble vivement au cou mince d’une belle femme. Ils marchent avec tant de pompe et de bonne grâce, qu’on ne peut s’empêcher de les admirer et de les aimer ; ce qui signifie que cette apparence charmante leur sauve souvent la vie.
Il a été proposé que la comparaison de Leguat entre le discours féminin du solitaire Rodrigues et la « belle poitrine d’une femme » (changée en « cou mince » dans certaines éditions de ses mémoires) était due à la longue absence de compagnie féminine sur l’île.
Les déclarations de Leguat ont été confirmées par une autre description du Français Julien Tafforet, qui écrivait en 1726 :
Le solitaire est un grand oiseau, pesant environ quarante ou cinquante livres. Ils ont une très grosse tête, avec une sorte de front, comme s’ils étaient faits de velours noir. Leurs plumes ne sont ni plumes ni peau ; Ils sont de couleur gris clair, avec un peu de noir sur le dos. Se pavanant fièrement, seuls ou en couple, ils lissent et soignent le plumage ou la peau avec leur bec, et se tiennent très propres. Ils ont les orteils ornés d’écailles dures et courent rapidement, surtout parmi les rochers, où un homme, bien qu’agile, peut à peine les attraper. Ils ont un bec très court, d’environ un pouce de long, et pointu. Cependant, ils essaient de ne faire de mal à personne, sauf lorsqu’ils trouvent quelqu’un qui le fait avant eux, et, lorsqu’ils sont pressés, ils essaient de le picorer. Ils ont un petit moignon d’aile, avec une sorte de balle à l’extrémité, et il sert de moyen de défense.

## Comportement et écologie

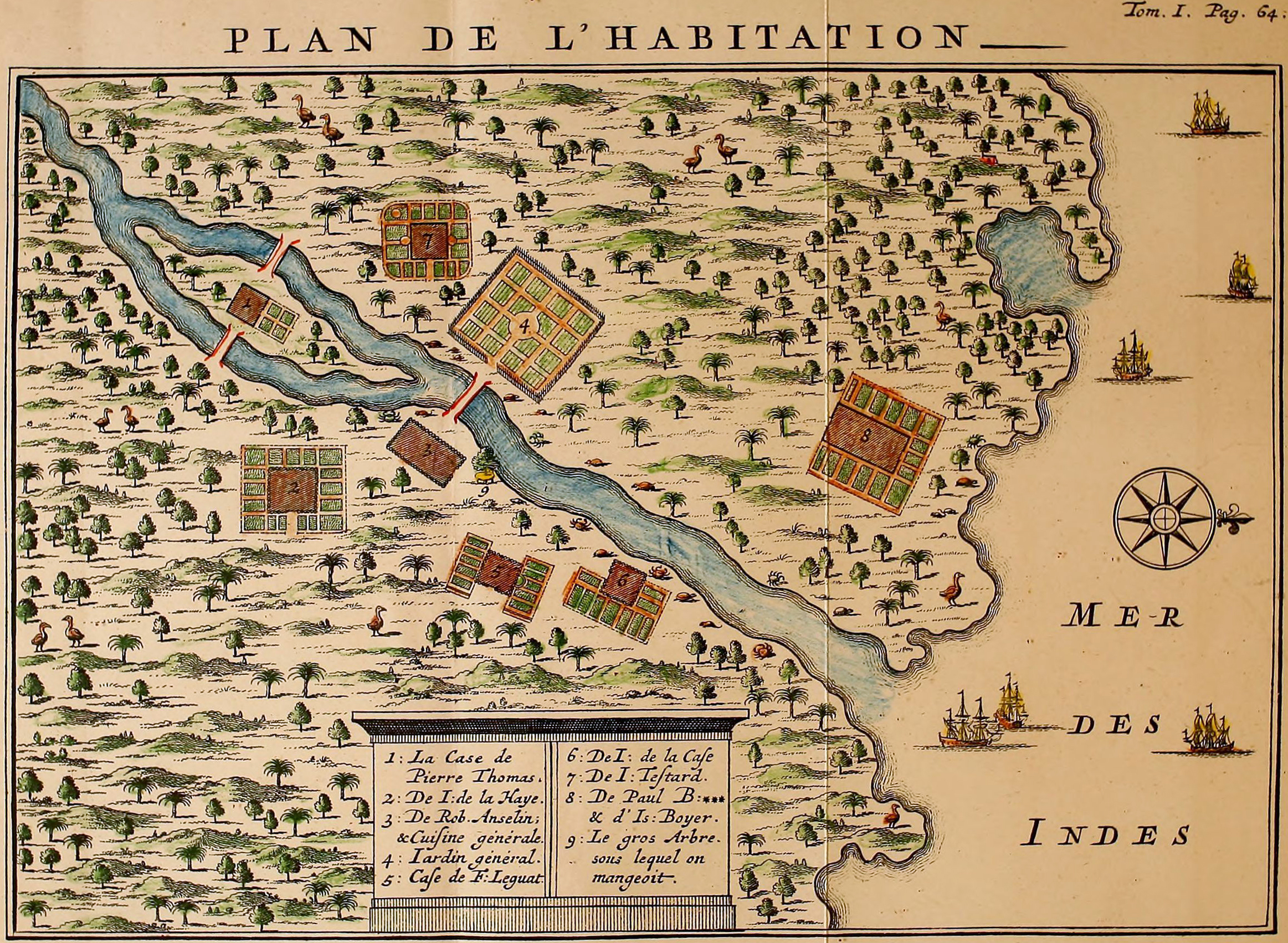
Les cartes de Leguat de 1708 de Rodrigues et de sa colonie. Les solitaires de Rodrigues sont répartis sur les cartes, beaucoup par paires.

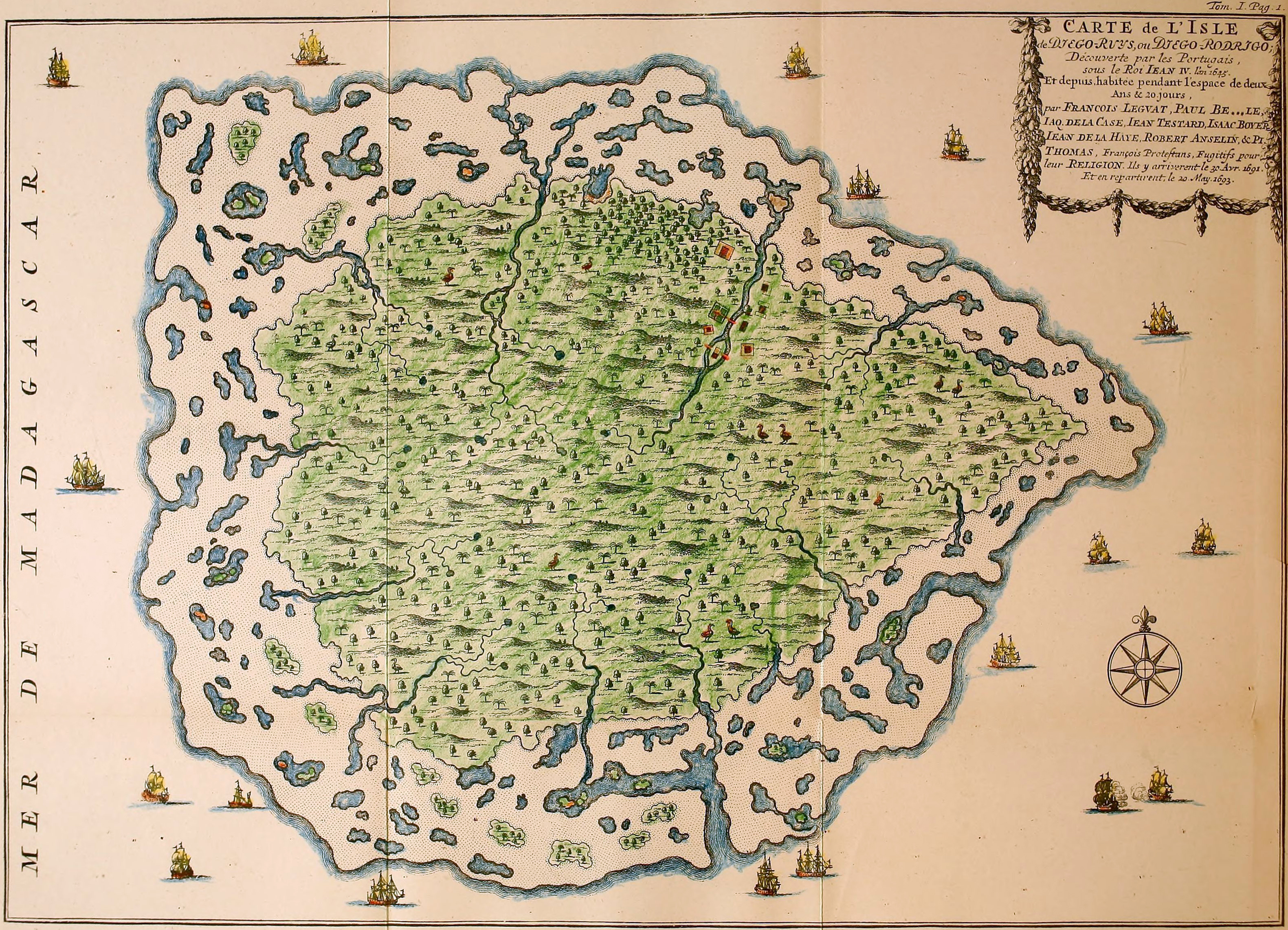
Carte de Rodrigues dressée par Leguat (1708); Son établissement peut être vu au nord-est. Les solitaires sont éparpillés sur toute la carte.

Les observations des solitaires de Rodrigues dans la vie indiquent qu’ils étaient très territoriaux. Ils ont probablement réglé leurs différends en se frappant avec leurs ailes, et ont également utilisé les protubérances carpiennes comme armes. Les fractures trouvées dans les os des ailes sont la preuve qu’ils ont été utilisés au combat. Certains scientifiques ont évoqué la possibilité que ces fractures soient le résultat d’une maladie osseuse héréditaire, plutôt que de blessures traumatiques. Cependant, toutes les espèces vivantes d’oiseaux qui ont des éperons carpiens et des callosités les utilisent comme armes, sans exception. Bien que certains os de dodo aient guéri des fractures, il avait des muscles pectoraux plus faibles et des ailes moins développées que le solitaire de Rodrigues. Comme il pleut moins à Rodrigues et qu’il y a une plus grande variation saisonnière qu’à Maurice, ce qui aurait affecté la disponibilité des ressources sur cette île, le solitaire aurait plus de raisons d’évoluer avec un comportement territorial agressif. Plusieurs récits affirment qu’ils se sont également défendus avec un puissant coup de bec.
En plus de servir d’arme, le mâle et la femelle du solitaire Rodrigues utilisaient également leurs ailes pour communiquer. Les ailes pouvaient créer des sons à basse fréquence qui servaient à interagir avec des compagnons ou à alerter des rivaux, mais on ne sait pas exactement comment ce son a été généré. Le bruit pouvait être entendu à 182 mètres de distance, et cela peut donc être la taille du territoire d’un individu. D’autres espèces d’oiseaux sont également connues pour utiliser leurs ailes pour créer des sons qui attirent les partenaires ou marquent leur territoire.
En 1869, les frères Newton ont suggéré que les protubérances carpiennes pourraient avoir été formées par des lésions continues, car elles ressemblent à des os « malades ». De plus, on pensait que de telles structures étaient formées en raison d’une maladie héréditaire causée par la consanguinité. Cette idée a été réfutée après une étude en 2013, car de telles lésions ne se produiraient probablement pas seulement dans une partie spécifique du squelette, mais apparaîtraient dans tout tissu osseux en croissance. Si une telle maladie était due à la consanguinité, elle serait également présente dans d’autres populations d’oiseaux insulaires isolés, ce qui n’est en fait pas le cas. Les auteurs ont suggéré que les os des ailes contenaient plutôt du tissu métaplasique capable de former le cal. Cette évolution est une conséquence de la réponse à des impacts continus pendant le combat, ou de la libération d’hormones lorsque les individus s’apparient et acquièrent des territoires. On soupçonne qu’un mâle qui a maintenu un territoire pendant une longue période aurait de grosses callosités sur le carpe, et que ses partenaires les auraient développées également, mais en plus petites.
Certaines preuves, notamment sa grande taille et le fait que les oiseaux tropicaux et frugivores ont des taux de croissance plus lents, indiquent que le solitaire de Rodrigues pourrait avoir eu une période de développement prolongée. D’après les estimations de poids, il a été suggéré que le mâle pourrait atteindre 28 ans et la femelle 17 ans. Pierre-André d’Héguerty, écrivant sur son séjour sur l’île vers 1735, a déclaré qu’un solitaire Rodrigues captif (qu’il décrivait comme ayant une apparence mélancolique) pouvait toujours marcher dans la même direction jusqu’à ce que son espace soit épuisé, puis revenir. L’espèce a peut-être vécu principalement dans les forêts de l’intérieur de l’île, plutôt que sur la côte.
De nombreuses espèces endémiques de Rodrigues se sont éteintes après l’arrivée des humains, de sorte que l’écosystème de l’île est actuellement assez dégradé. Avant l’arrivée des humains, Rodrigues était entièrement recouverte de forêts, mais il en reste très peu aujourd’hui en raison de la déforestation. Le solitaire vivait aux côtés d’autres oiseaux récemment éteints de l’île, tels que le perroquet de Rodrigues, Erythromachus leguati, la perruche de Rodrigues, Necropsar rodericanus, Mascarenotus murivorus, Nycticorax megacephalus et le pigeon de Rodrigues. Les reptiles éteints comprennent les tortues Cylindraspis et le lézard Phelsuma edwardnewtoni.

### Régime alimentaire
Leguat a écrit que le solitaire se nourrissait de dattes, tandis que Tafforet a mentionné qu’il mangeait des graines et des feuilles. Aucun autre rapport sur l’oiseau ne parle de son régime alimentaire. On pense que l’animal mangeait les fruits des palmiers du genre Latania, en concurrence pour cette nourriture avec les tortues géantes Cylindraspis, également éteintes en raison de l’action de l’homme. On ne sait pas comment les poussins étaient nourris, mais les pigeons, « cousins » du solitaire, fournissent du lait de jabot à leurs petits. Les grandes récoltes des femelles ont peut-être été recouvertes à l’intérieur de glandes sécrétoires capables de produire du lait de jabot. Si cette hypothèse est correcte, chaque couple de l’espèce peut avoir fait une division du travail, dans laquelle la femelle nourrissait et soignait les jeunes, tandis que le mâle apportait de la nourriture dans le jabot et la livrait à son partenaire. Les experts pensent que la taille maximale atteinte par les dodos, ainsi que les solitaires de Rodrigues, était limitée par la quantité de lait de jabot qu’ils pouvaient produire pour leurs petits au début de leur croissance.
Plusieurs récits contemporains affirment que, comme les dodos, les solitaires de Rodrigues utilisaient des gastrolithes dans leurs gésiers, ce qui suggère qu’ils avaient un régime similaire. Leguat a décrit les pierres dans l’extrait suivant, soulignant que le solitaire refusait de se nourrir en captivité :
Ces oiseaux s’approchent parfois très familièrement de nous. Dès qu’ils sont attrapés, ils versent des larmes sans pleurer, et refusent de se nourrir jusqu’à ce qu’ils meurent. On trouve dans les gésiers des mâles et des femelles une pierre brune de la taille d’un œuf de poule, un peu rugueuse, plate d’un côté et arrondie de l’autre, lourde et dure. Nous pensons que cette pierre était là quand ils sont nés, car même chez les plus jeunes, vous la trouverez toujours. Ils n’ont jamais plus d’une pierre, et le passage de la culture au gésier est si étroit qu’une chose de la moitié de la taille ne pourrait pas passer. Il aiguise nos couteaux mieux que n’importe quelle autre pierre.
En 1877, trois pierres ont été trouvées dans une grotte à Rodrigues, chacune près d’un squelette solitaire, et on pense qu’il s’agit de pierres de gésier comme celles mentionnées par Leguat. L’une des pierres a été examinée et identifiée comme étant une dolérite : un peu rugueuse, dure et lourde, environ 50 grammes, mais presque plate d’un côté, comme l’a décrit Leguat. Cela peut être dû à son association avec un jeune individu. Bien que Leguat ait déclaré que l’oiseau est sorti de l’œuf avec la pierre déjà à l’intérieur du gésier, en réalité ce sont les adultes qui ont donné la pierre aux poussins pour qu’ils l’avalent.

### Reproduction

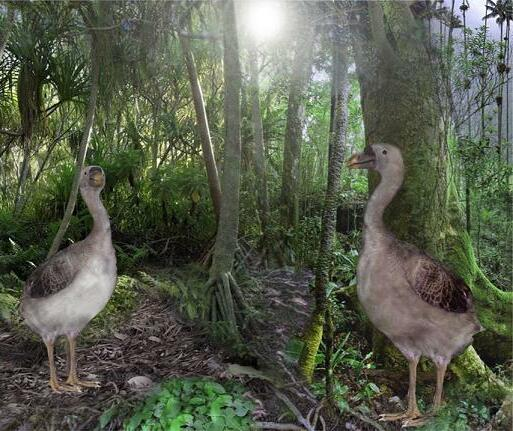
Photomontage d’une femelle nicheuse et d’un mâle dans leur environnement

Le récit le plus détaillé des habitudes de reproduction du solitaire Rodrigues est celui écrit dans les mémoires de Leguat. Il a décrit l’accouplement et la nidification comme suit :
Lorsque ces oiseaux veulent construire leurs nids, ils choisissent un endroit propre, ramassent quelques feuilles de palmier et les empilent jusqu’à un pied et demi de hauteur du sol, sur lequel ils sont assis. Ils ne pondent jamais plus d’un œuf, qui est beaucoup plus gros que celui d’une oie. Le mâle et la femelle l’incubent à tour de rôle, et l’œuf n’éclot qu’au bout de sept semaines. Les parents sont constamment proches de leur chiot ou lui apportent de la nourriture, qui n’est pas capable de se débrouiller seul pendant plusieurs mois. Ils ne toléreront aucun autre oiseau de leur espèce s’approchant à moins de deux cents mètres autour de l’endroit ; Mais ce qui est curieux, c’est que le mâle ne s’éloigne jamais de la femelle, lorsqu’il remarque un intrus, il fait un bruit avec ses ailes pour appeler sa compagne et elle expulse l’étranger indésirable. La femelle fait de même avec les mâles. Nous avons observé ce comportement à plusieurs reprises, et je confirme que c’est vrai.

Le combat entre eux dans cette situation prend parfois beaucoup de temps, car l’intrus peut ne faire que rôder et ne pas simplement s’éloigner du nid. Cependant, le couple ne le laissera pas seul tant qu’ils n’auront pas réussi à le pousser hors de leur territoire. Après que ces oiseaux ont soigné leurs petits et les ont laissés se nourrir seuls, ils restent toujours ensemble... et bien qu’il leur arrive de se mêler à d’autres de la même espèce, ces deux compagnons ne sont jamais séparés. Nous remarquons que quelques jours après que les jeunes ont quitté le nid, un groupe de trente ou quarante jeunes y amène un autre jeune, et le jeune à plumes maintenant solitaire, avec son père et sa mère, rejoint le troupeau, marchant ailleurs. Plusieurs fois, nous les suivons et constatons qu’ensuite les anciens partent seuls ou en couple et laissent les deux jeunes ensemble, ce que nous appelons un mariage.
La description de la ponte d’un seul œuf par couvée et la grande taille de l’oiseau ont conduit les experts à croire que le solitaire était du type sélectionné K, c’est-à-dire qu’il produisait un petit nombre de descendants nidicoles, qui nécessitaient des soins intensifs de la part des parents jusqu’à ce que les poussins atteignent la maturité. Des groupes de solitaires juvéniles non apparentés suggèrent qu’ils formaient des crèches, qui ont peut-être accompagné les adultes dans le cadre du processus d’apprentissage. Une étude des restes subfossiles a révélé que la protubérance carpienne ne se développait qu’après que l’oiseau ait atteint la maturité squelettique.

Le récit de Tafforet confirme la description de Leguat du comportement reproducteur, ajoutant que les solitaires de Rodrigues pouvaient même attaquer les humains qui s’approchaient de leurs petits :
Ils ne volent pas du tout, leurs ailes n’ont pas de plumes, mais quand ils sont en colère, ils battent des ailes en faisant un grand bruit, et le bruit est quelque chose comme le bruit d’un tonnerre lointain. Ils ne pondent, comme on me le fait supposer, qu’une fois par an, et un seul œuf. Non pas que j’aie vu leurs œufs, car je n’ai pas pu savoir où ils se trouvent. Mais je n’ai jamais vu plus d’un chiot avec eux, et si quelqu’un essaie de s’approcher, il peut essayer de mordre gravement. Ces oiseaux vivent de graines et de feuilles d’arbres qu’ils cueillent dans le sol. Ils ont un gésier plus gros qu’une main, et ce qui est surprenant, c’est qu’à l’intérieur se trouve une pierre de la taille d’un œuf de poule, de forme ovale, quelque peu aplatie, bien que cet animal ne puisse rien avaler de plus gros qu’un petit noyau de cerise. J’en mange généralement : ils ont un goût assez raisonnable lorsqu’ils sont grillés.
La différence de taille entre les sexes a conduit certains scientifiques à suggérer que le solitaire de Rodrigues n’était pas monogame comme le prétendait Leguat, et que ce voyageur, un homme profondément religieux, attribuait ce trait à l’oiseau pour des raisons morales. En revanche, il a été proposé que l’espèce était polygyne, c’est-à-dire qu’un mâle avait plusieurs partenaires sexuels, et le comportement de claquement d’ailes décrit pour les mâles suggère qu’ils se rassemblaient pour se montrer aux femelles (un accouplement lek), en compétition pour le droit de s’accoupler. Cependant, un dimorphisme lié à la taille se produit chez certains oiseaux monogames, et la plupart des autres pigeons sont également monogames. Un article de 2015 proposait que les mâles invitent les femelles sur leur territoire en tant que partenaires secondaires, ce qui entraînerait une action agressive de la femelle résidente envers le nouveau venu. Un comportement similaire est observé chez les espèces qui pratiquent la polygynie de défense des ressources. Les territoires fournissaient probablement toute la nourriture dont les oiseaux avaient besoin, en plus de servir de lieux de reproduction, et il y avait certainement une concurrence intense pour les zones favorables. Le fait que l’île Rodrigues ait rétréci de 90 % à la fin du Pléistocène a peut-être également contribué à cette compétition pour les territoires et a ainsi favorisé le dimorphisme sexuel.

## Relation avec les humains

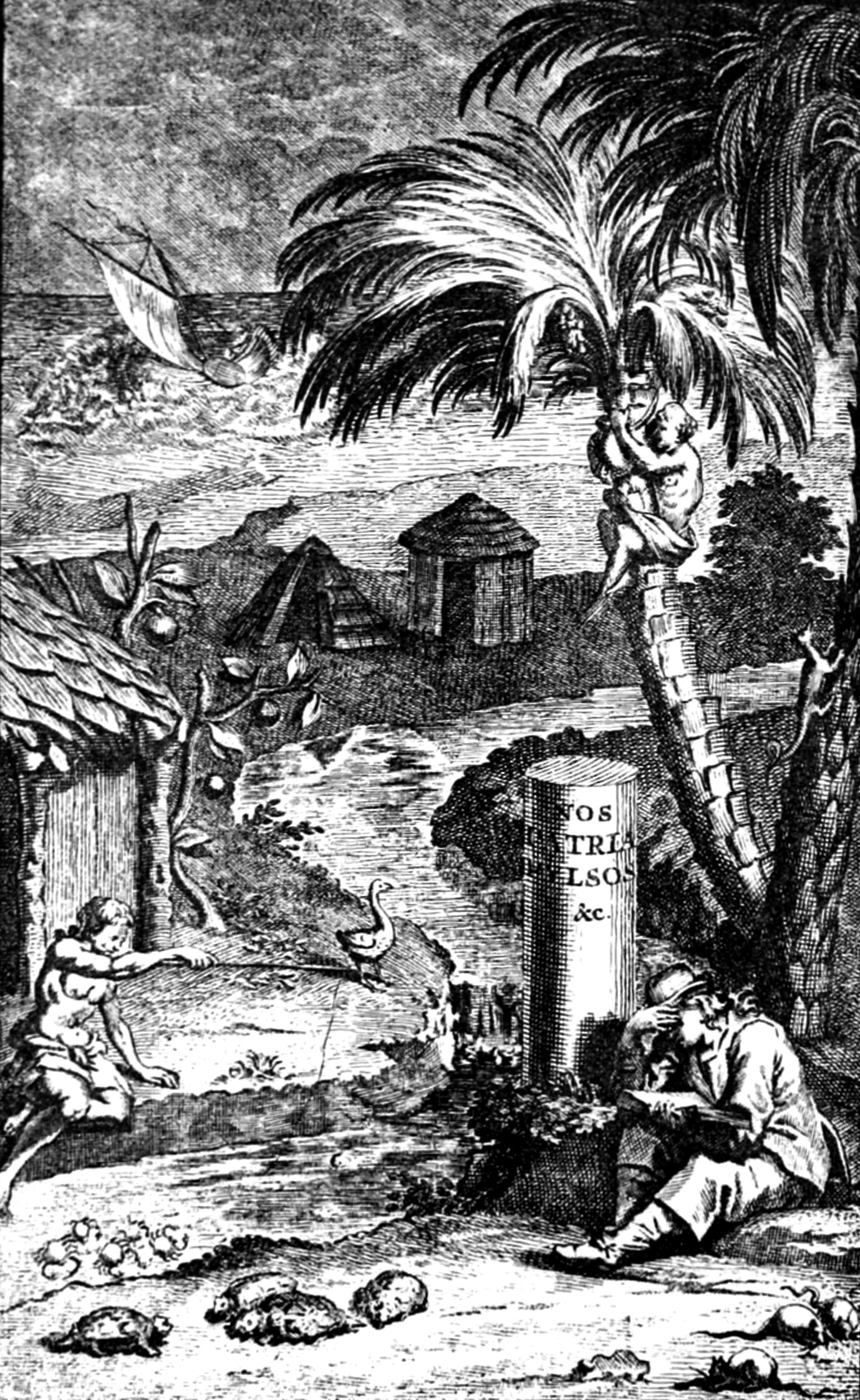
Frontispice des mémoires de Leguat de 1708, montrant son établissement sur Rodrigues avec un solitaire au milieu.

Le vice-amiral néerlandais Hans Hendricksz Bouwer a été le premier à répertorier les « dodos », faisant probablement référence au solitaire de Rodrigues, comme faisant partie de la faune de Rodrigues en 1601. L’historien anglais Thomas Herbert a de nouveau mentionné les « dodos » sur l’île Rodrigues en 1634, et ils ont également été mentionnés dans les années 1700. Le récit suivant, qui fut le premier à qualifier l’animal de « solitaire », fut publié dans les mémoires de François Leguat en 1708, Un nouveau voyage aux Indes orientales. Leguat était le chef d’un groupe de neuf réfugiés huguenots français, qui ont été les premiers à s’installer sur l’île entre 1691 et 1693, après y avoir été abandonnés par leur capitaine. Sa description du solitaire de Rodrigues et de son comportement est le récit le plus détaillé de l’oiseau dans la vie, et il a également décrit d’autres espèces aujourd’hui éteintes. Les observations de Leguat sont considérées comme l’un des premiers comptes rendus cohérents du comportement animal dans la nature. Des années plus tard, il a visité l’île Maurice, mais il était trop tard pour y voir des dodos. Les huguenots louaient les solitaires Rodrigues pour le goût de la viande, en particulier celui des poussins, et utilisaient les pierres du gésier de l’oiseau comme aiguiseurs de couteaux. D’Héguerty affirma plus tard que les pierres étaient également utiles à des fins médicinales et les appela bézoards. La deuxième description plus détaillée de l’oiseau a été trouvée dans un document anonyme redécouvert en 1874 appelé la Relation de l’Ile Rodrigue, dont la paternité a été attribuée à Julien Tafforet, un marin abandonné à Rodrigues en 1726. Ses observations sont considérées comme crédibles, bien que l’on sache qu’il a emporté avec lui un exemplaire des mémoires de Leguat pendant son séjour sur l’île.
De nombreux récits anciens mentionnent que les solitaires de Rodrigues étaient chassés par les humains. Le zoologiste danois Japetus Steenstrup a observé que certains restes de solitaires de Rodrigues présentent des signes de perforations, ayant été brisés par l’homme ou peut-être un autre grand prédateur pour extraire la moelle osseuse. En 1735, le lieutenant français Gennes de la Chancellerie décrivait la capture et la consommation de deux spécimens comme suit :
Nos hommes dirent qu’ils avaient vu des chèvres et une grande quantité d’oiseaux de différentes espèces : ils en apportèrent, entre autres, dont deux étaient un tiers plus gros que le plus gros des dindons ; Ils semblaient cependant être encore très jeunes, avec encore des plumes au cou et sur la tête ; Les extrémités des ailes étaient peu emplumées et n’avaient pas de queue proprement dite. Trois marins m’ont dit qu’ils en avaient vu deux autres, de la même espèce, aussi gros que la plus grande autruche. Les jeunes amenés avaient une tête plus ou moins semblable à celle de ce dernier animal, mais ses pattes ressemblaient à celles des dindes, plutôt qu’à celles de l’autruche, qui est fourchue et fendue en forme de patte postérieure. Ces deux oiseaux, lorsqu’ils étaient emplumés, avaient un pouce de graisse sur le corps. De l’un d’eux a été faite une tarte, qui s’est avérée si dure qu’elle était immangeable.
Contrairement au dodo, aucun spécimen de solitaire n’est connu pour avoir été envoyé vivant en Europe. Cependant, il a été affirmé que Bertrand-François Mahé de La Bourdonnais a envoyé un « solitaire » en France depuis l’île voisine de la Réunion vers 1740. Comme le solitaire de la Réunion semble s’être éteint à cette époque, l’oiseau pourrait en fait avoir été un solitaire de Rodrigues.

### Extinction

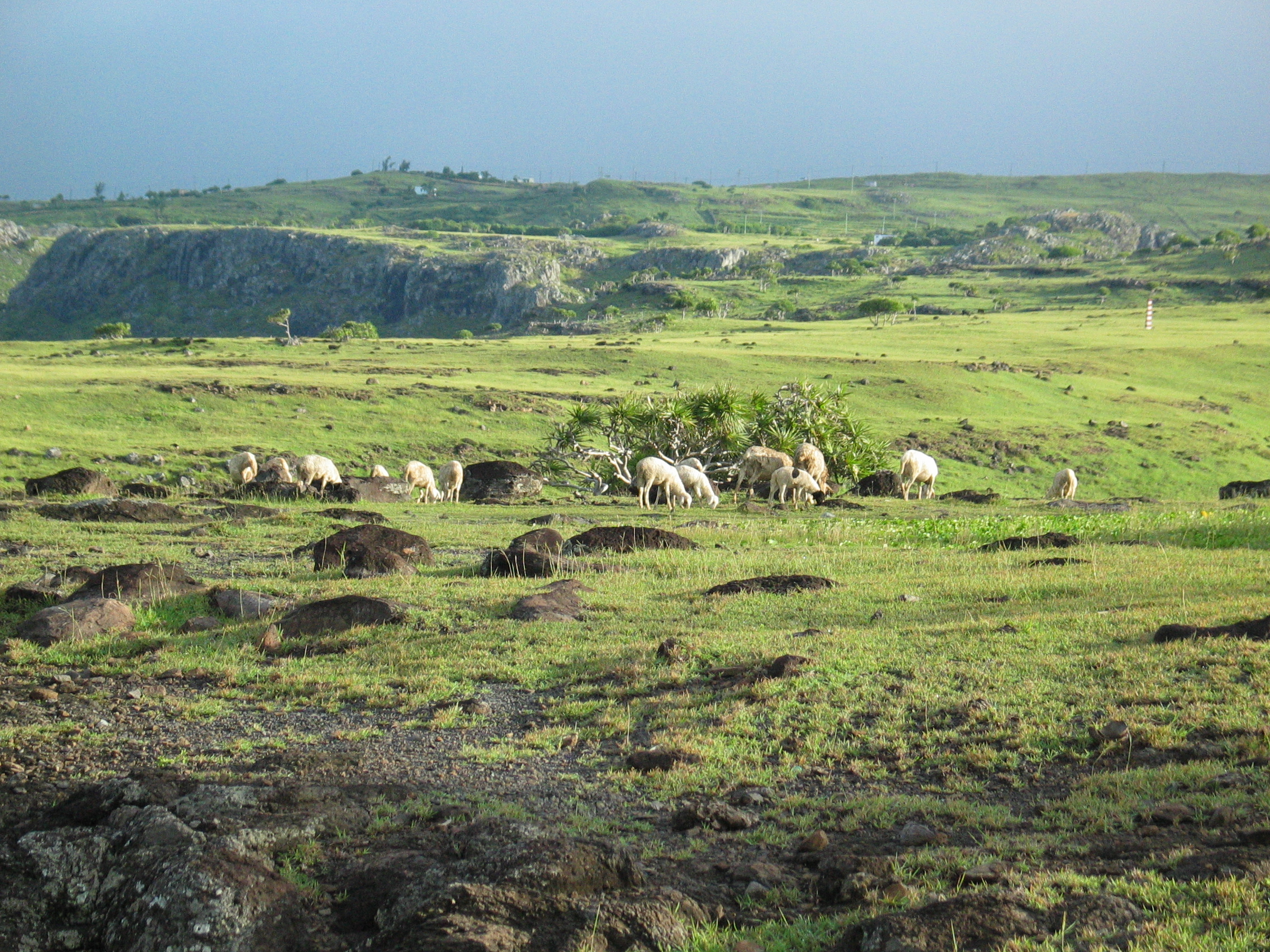
Pâturages sur l’île Rodrigues en 2004. La déforestation et l’introduction d’animaux domestiques ont contribué à l’extinction du solitaire de Rodrigues.

Le solitaire Rodrigues s’est probablement éteint entre les années 1730 et 1760 ; La date exacte est inconnue. Sa disparition a coïncidé avec le commerce des tortues entre 1730 et 1750 ; Les commerçants brûlaient la végétation, chassaient les solitaires et amenaient des chats et des cochons sur des navires qui s’attaquaient aux œufs et aux poussins de l’oiseau. En 1755, l’ingénieur français Joseph-François Charpentier de Cossigny tenta d’obtenir un spécimen vivant, car on lui assurait que le solitaire de Rodrigues vivait toujours dans les régions reculées de l’île. Malgré 18 mois de recherche et d’excellentes récompenses, aucun solitaire n’a été trouvé. Il a noté que les chats étaient accusés d’avoir décimé l’espèce, mais soupçonnait que la chasse par les humains était plutôt le principal coupable. L’astronome français Alexandre Guy Pingré n’a pas rencontré de solitaires lorsqu’il s’est rendu à Rodrigues pour observer le transit de Vénus en 1761, bien qu’il ait été assuré qu’ils existaient toujours. Son ami Pierre Charles Le Monnier a nommé la constellation du Turdus Solitarius d’après l’oiseau pour célébrer le voyage. Bien que le solitaire de Rodrigues soit le seul oiseau éteint à avoir une ancienne constellation à son nom, les cartographes célestes ne savaient pas à quoi ressemblait l’animal et les cartes des étoiles représentaient d’autres oiseaux.
Au moment de la découverte d’ossements subfossiles de solitaires de Rodrigues, qui a commencé en 1786 et a confirmé les descriptions de Leguat, aucun résident vivant de Rodrigues ne se souvenait d’avoir observé des spécimens vivants. En 1831, un homme qui vivait à Rodrigues depuis 40 ans a déclaré qu’il n’avait jamais vu d’oiseaux assez grands pour être solitaires. L’île Rodrigues couvre une superficie de seulement 104 kilomètres carrés, ce qui rend peu probable que l’oiseau ait pu survivre longtemps sans être détecté.